# Chorgestühl der Stuttgarter Leonhardskirche

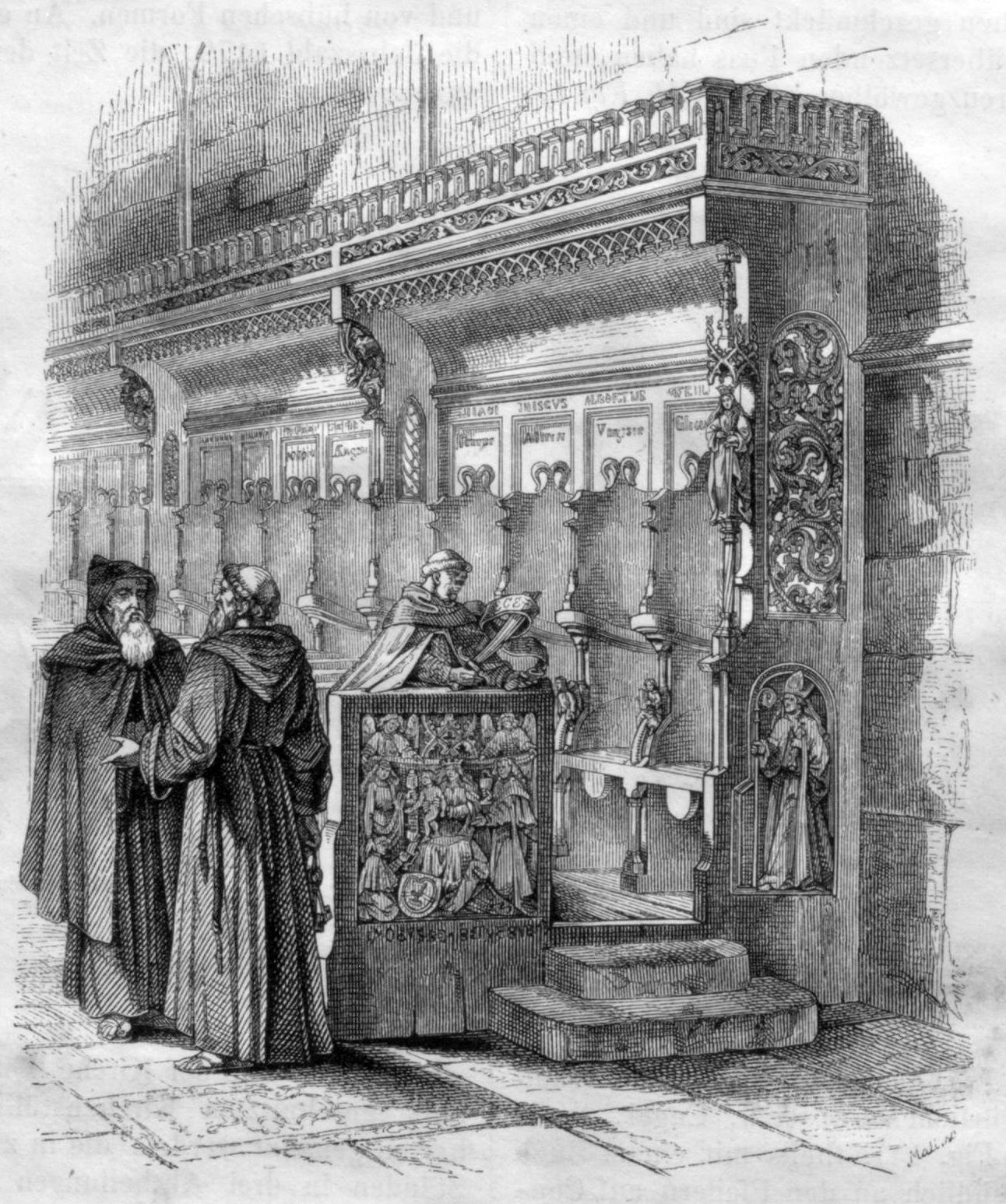
Teil des Chorgestühls, 1855. – Die niedere Wange hängt heute als Bildwerk an der Wand (Segment F), die hohe Abschlusswange bei Sitz A14 befindet sich noch an ihrem ursprünglichen Platz.

Das Chorgestühl der Stuttgarter Leonhardskirche wurde für die Hospitalkirche in Stuttgart geschaffen, zu der bis zur Säkularisation 1536 ein Dominikanerkloster gehörte.
Das Chorgestühl besteht aus sechs Sitzreihen aus Eichenholz mit 57 von ursprünglich 87 Sitzen. Die Sitze sind mit reichem Schnitzwerk an den Wangen, den Knäufen der Armlehnen und den Miserikordien ausgestattet und tragen an den Rücklehnen und Dorsalen Inschriften mit den Namen verbrüderter Klöster. Eine der beiden ursprünglich hinteren Sitzreihen wird von einem Baldachin überkrönt.
Das Gestühl wurde 1490 und 1493 von Hans Ernst von Böblingen bzw. Conrad Zolner und Hans Haß hergestellt und im Chor der Hospitalkirche aufgestellt. Nach dem Zweiten Weltkrieg wurden die erhalten gebliebenen Segmente des Gestühls in die Leonhardskirche überführt.

## Bezeichnungen
Die Zahlen in den folgenden drei Abbildungen bezeichnen die in der Legende erläuterten Teile des Chorgestühls.
| - Sitz D8. | - Zwischenwange A4 und Sitz A5. | - Baldachin. |  | Legende 1 Dorsale (Hochlehne) 2 Schulterring 3 obere Armlehne (im Stehen benutzt) 4 Rücklehne 5 hochklappbares Sitzbrett 6 Knauf 7 untere Armlehne (im Sitzen benutzt) 8 niedere Abschlusswange 9–10 nicht besetzt 11 Baldachin 12 Zinnenbekrönung 13 Rankenfries 14 Arkadenfries 15 Zwischenwangenfigur 16 hohe Zwischenwange 17 Ortsnameninschrift 18 Aufsatzfigur einer Abschlusswange |

## Aufbau

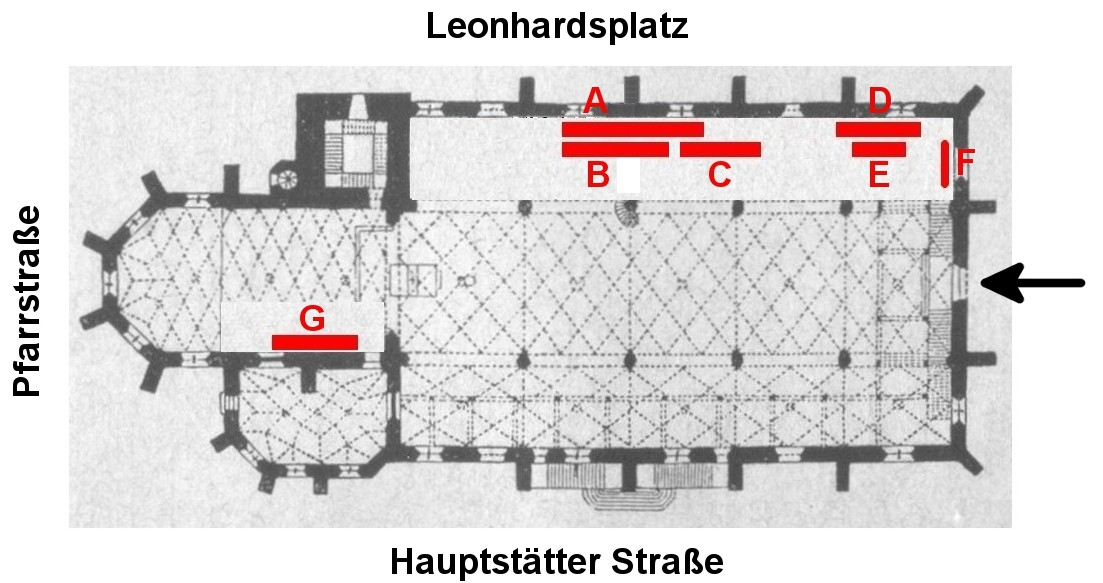
Lageplan der Chorgestühlsegmente A–G.

Hinweis: Die Sitze des Chorgestühls werden durch Buchstaben-Zahl-Kombinationen bezeichnet. Der Buchstabe kennzeichnet das Segment, die Zahl die Nummer des Sitzes, fortlaufend von links nach rechts gezählt. – Sitz A3 bezeichnet z. B. den dritten Sitz von links in Segment A.
Das Chorgestühl der Leonhardskirche besteht aus sieben Segmenten, die sich aus Teilen der ursprünglichen Sitzreihen in der Hospitalkirche zusammensetzen. Sie werden in dem nebenstehenden Grundriss als rote Balken und durch die Buchstaben A–G gekennzeichnet. Die Segmente verfügen insgesamt über 57 Sitze.
Eine Sitzreihe setzt sich aus mehreren miteinander verbundenen Klappsitzen zusammen. Vordere Sitzreihen (Segmente B, C, E, G) bestehen nur aus einem Untergeschoss, hintere Sitzreihen (Segmente A, D) bestehen aus Unter- und Obergeschoss.

### Unter- und Obergeschoss

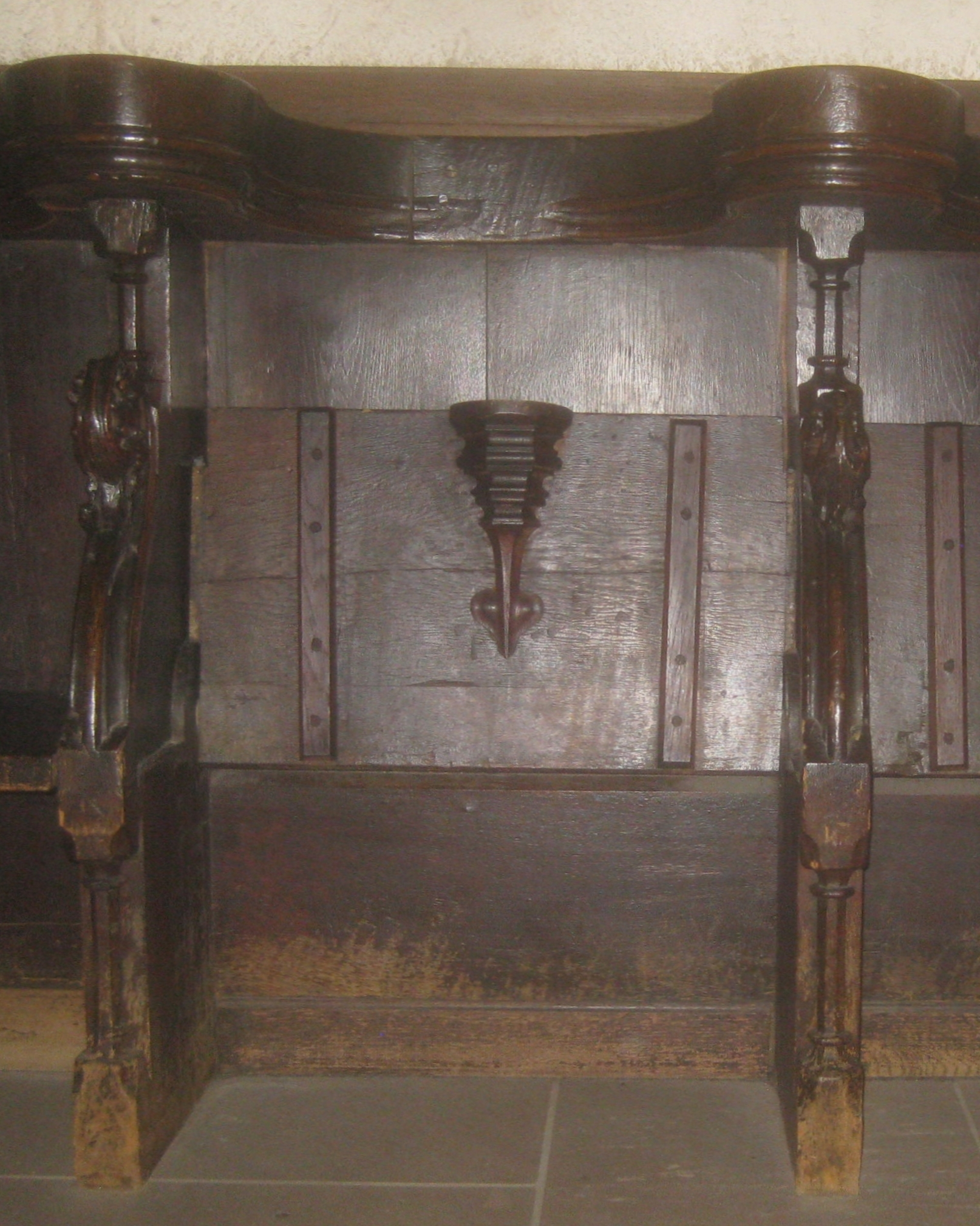
Sitz mit Miserikordie bei hochgeklapptem Sitzbrett.
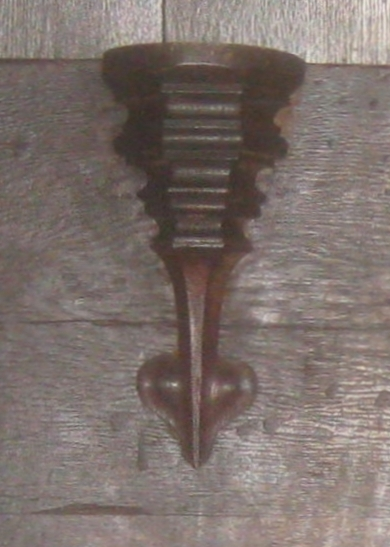
Miserikordie.
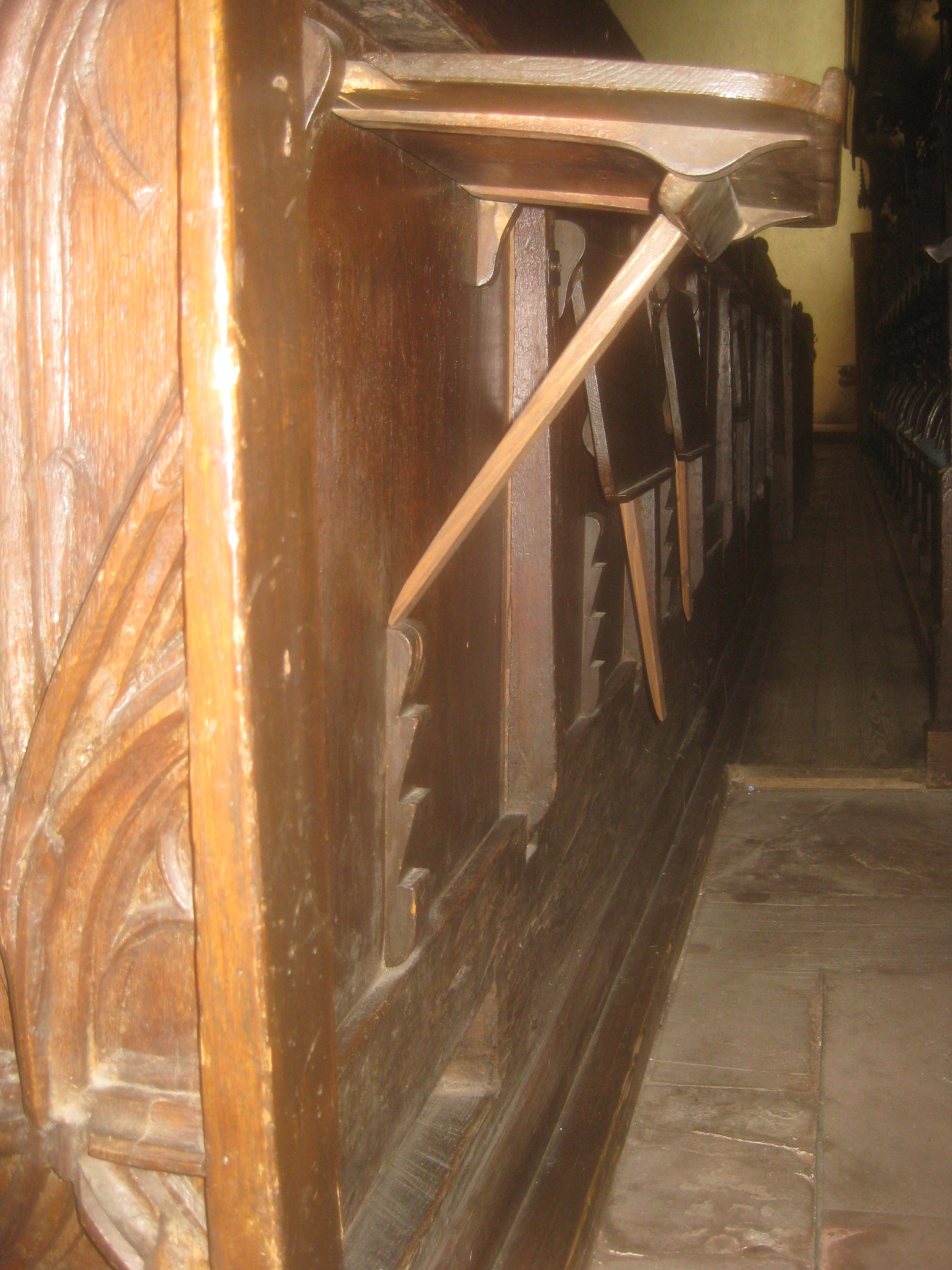
Hochgeklapptes Lesepult an der Rückwand eines Sitzes in Segment C.
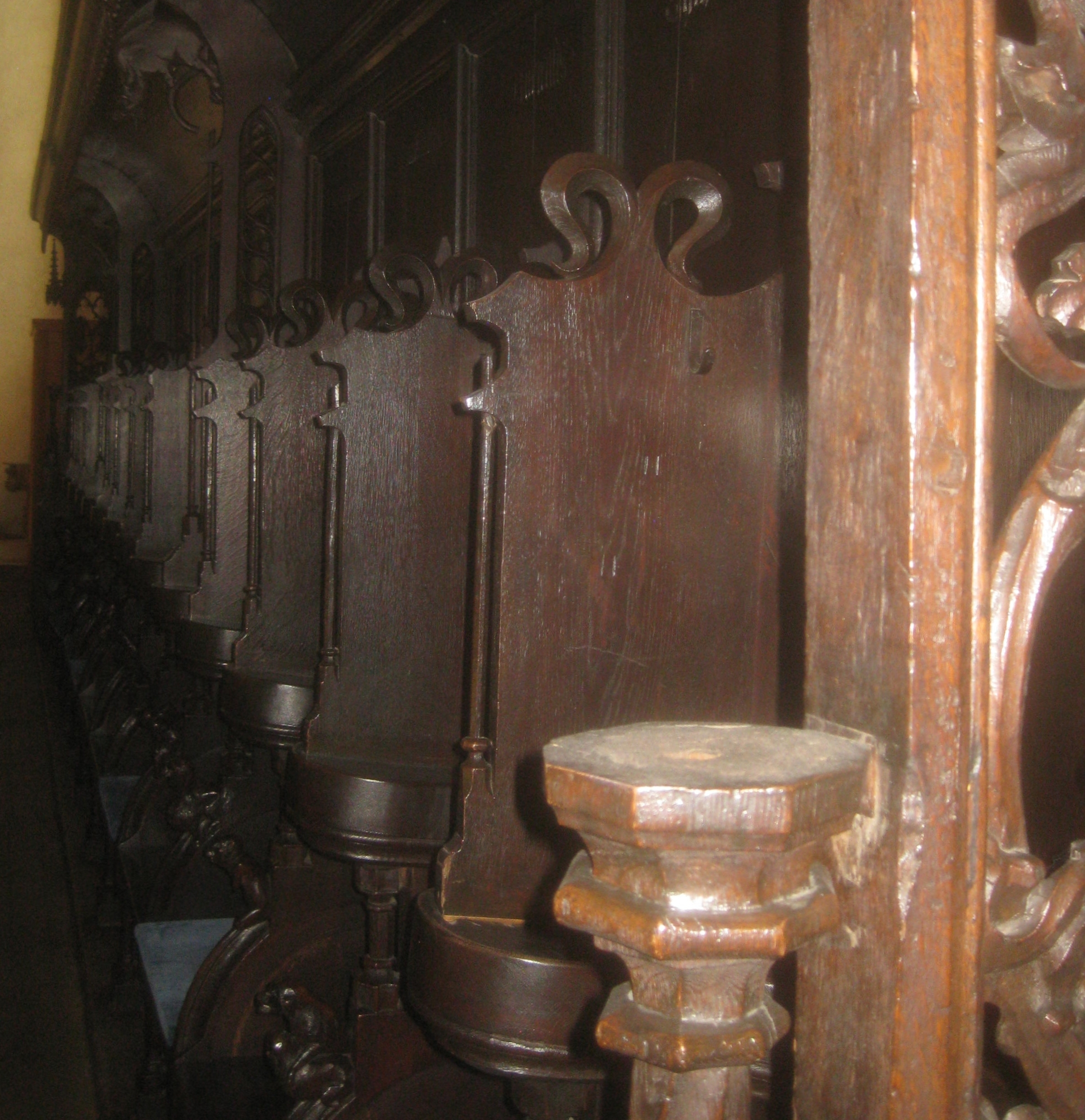
Trennwangen in Segment A.

Das Untergeschoss ist mit dem eigentlichen Sitz identisch. Die hochklappbaren Sitzbretter tragen an der Unterseite Miserikordien, auf die sich die Mönche im Stehen mit dem Gesäß abstützen konnten. Die meisten Miserikordien sind verlorengegangen, die übriggebliebenen haben die Form einer gedrechselten Kegelhälfte (figürliche Miserikordien sind keine vorhanden). An den Rückwänden des Segments C haben sich vier hochklappbare Lesepulte erhalten.
Die Seitenwände eines Sitzes enden in der unteren Armlehne, die von einem figürlichen Knauf gekrönt wird. Die Rücklehne geht in den Schulterring mit den beiden oberen Armlehnen über und bildet den Abschluss des Untergeschosses.
Das Obergeschoss beginnt über dem Schultering. Die Rücklehne wird als Hochlehne (Dorsal) nach oben fortgesetzt. Das Obergeschoss wird in Segment A durch einen Baldachin bekrönt.

### Wangen
Eine Sitzreihe wird an den Seiten durch Abschlusswangen (Seitenwände) begrenzt, und zwar durch hohe Wangen mit Unter- und Obergeschoss bei den hinteren Sitzreihen und bei den vorderen Sitzreihen durch niedere Wangen, die nur aus einem Untergeschoss bestehen. Zur Trennung von Sitzgruppen werden in Segment A zwei hohe Zwischenwangen verwendet (A4, A9). Die einzelnen Sitze werden bei Segment A durch mittelhohe Trennwangen voneinander getrennt, die in das Obergeschoss hineinragen.
Die Wangen sind großenteils mit geschnitzten Reliefs, durchbrochenem Maßwerk und Aufsatzfiguren verziert, die hohen Zwischenwangen mit furchterregenden Fabeltieren.

### Verteilung der Sitzreihen
Die hinteren Sitzreihen A und D (14 bzw. 8 Sitze) stehen an der Südwand. Das fast vollständig erhaltene Segment A ist mit hohen Wangen, Dorsalen und einem Baldachin ausgestattet, Segment D hat niedere Wangen und keinen Baldachin. Die niederwangigen vorderen Reihen B, C und E (10, 7 bzw. 5 Sitze) entsprechen in der Sitzzahl nicht den hinteren Sitzreihen, wodurch eine Asymmetrie zwischen den vorderen und hinteren Sitzreihen entsteht.
An der Westwand rechts vom heutigen Haupteingang der Kirche hängt eine Abschlusswange (Segment F) wie ein Bildwerk an der Wand. Diese Wange ist die einzige niedere Wange, die im Laufe der Zeit unversehrt blieb. Die übrigen wurden an einer Seite beschnitten, um den Zugang zum Gestühl zu verbreitern. Eine niederwangige, ursprünglich vordere Sitzreihe G (13 Sitze) befindet sich an der Nordwand des Chores.

## Wangen
Die 13 Abschluss- und Zwischenwangen verteilen sich auf 2 hohe und 9 niedere Abschlusswangen und 2 Zwischenwangen. Die Wangen (außer vier niedere Wangen)  sind mit geschnitzten Reliefs und mit durchbrochenem Maß- und Rankenwerk verziert, teilweise auch mit Figuren (Aufsatzfiguren auf den niederen Wangen, Fabeltiere an den Zwischenwangen).

### Übersicht
| Sitz | Art der Wange         | Obergeschoss                                                  | Untergeschoss                    |
| ---- | --------------------- | ------------------------------------------------------------- | -------------------------------- |
| A1   | Hohe Wange, links     | Durchbrochenes Maßwerk (Spitzbogenfeld)                       | Maßwerk (Relief)                 |
| A4   | Hohe Zwischenwange    | Schuppentier (Figur), durchbrochenes Maßwerk (Spitzbogenfeld) | –                                |
| A9   | Hohe Zwischenwange    | Drachen (Figur), durchbrochenes Maßwerk (Spitzbogenfeld)      | –                                |
| A14  | Hohe Wange, rechts    | Durchbrochenes Rankenwerk (Rundbogenfeld)                     | Heiliger Ulrich (Relief)         |
| B1   | Niedere Wange, links  | Antoninus von Florenz (Aufsatzfigur)                          | Papst Benedikt XI. (Relief)      |
| B10  | Niedere Wange, rechts | Albertus Magnus (Aufsatzfigur)                                | Papst Innozenz V. (Relief)       |
| C1   | Niedere Wange, links  | –                                                             | schmucklos                       |
| C7   | Niedere Wange, rechts | Christus als Weltrichter (Aufsatzfigur)                       | Fischblasenmaßwerk (Relief)      |
| D1   | Niedere Wange, links  | Hieronymus (Aufsatzfigur)                                     | Ranken- und Knorpelwerk (Relief) |
| D8   | Niedere Wange, rechts | –                                                             | schmucklos                       |
| E1   | Niedere Wange, links  | –                                                             | schmucklos                       |
| E5   | Niedere Wange, rechts | –                                                             | schmucklos                       |
| F    | Niedere Wange, rechts | Petrus Martyr (Aufsatzfigur)                                  | Maria mit dem Kind (Relief)      |

### Beschreibung
| Linke, hohe Abschlusswange. Durchbrochenes Maßwerk (Spitzbogenfeld) Das Spitzbogenfeld wird von drei übereinander angeordneten durchbrochenen Maßwerkformen ausgefüllt. Über einem Spitzbogen an der Basis stapeln sich zwei spitze, mit gestapelten Dreiblättern gefüllte Ovale, die zueinander gegenläufig angeordnet und an einem Ende aufgebrochen sind. Das mittlere Maßwerk überlappt teilweise das obere bzw. untere Maßwerk. Maßwerk (Relief) Das Relief schließt das Untergeschoss von Segment A an der linken Seite ab. Das rechteckige Feld wird von Maßwerk ausgefüllt. Die Hauptstruktur bildet eine Fischblase, die an der Spitze in einen Kreis übergeht. Innerhalb der Fischblase stapeln sich flächenfüllend mit Dreiblättern besetzte Spitzbögen, in dem Kreis links und rechts spiegelbildlich eine S-Form aus angedeuteten Dreiblättern. |

| Hohe Zwischenwange. Schuppentier (Figur) Durchbrochenes Maßwerk (Spitzbogenfeld) |

| Hohe Zwischenwange. Drachen (Figur) Durchbrochenes Maßwerk (Spitzbogenfeld) |

| Rechte, hohe Abschlusswange. Durchbrochenes Rankenwerk (Rundbogenfeld) Das Rundbogenfeld wird von durchbrochenem Rankenwerk ausgefüllt. Heiliger Ulrich (Relief) Das Relief schließt das Untergeschoss von Segment A an der rechten Seite ab. Der Heilige Ulrich im Bischofsornat hält mit der linken Hand den Bischofsstab und in der rechten einen Fisch. Nach einer Legende soll Ulrich „einem Sendboten an einem Freitag ein Stück Braten von seiner Tafel als Wegzehrung für den Rückweg mitgegeben haben. Als der Bote seinem Herrn, dem Herzog von Bayern, den Frevel zum Freitagsgebot durch Vorzeigen des Fleischstückes beweisen wollte, war dieses in einen Fisch verwandelt.“ Ulrich hält zur Erinnerung an diese Episode einen Fisch in der Hand, der wie das Bischofsornat zu Ulrichs Heiligenattributen gehört. Das Relief erinnert an Graf Ulrich den Vielgeliebten, den Stifter der Hospitalkirche und des Dominikanerklosters. Die Hospitalkirche ging aus der kleinen, 1470 errichteten Kapelle „Unserer lieben Frauen“ hervor und erhielt ihren Namen „Unserer lieben Frau und dem heiligen Ulrich“ nach dieser Kapelle und Graf Ulrichs Namenspatron. Nach der Umwandlung des Klosters in ein Hospital 1536 wurde die Kirche in Hospitalkirche umbenannt. |

| Linke niedere Abschlusswange, links beschnitten. Antoninus von Florenz (Aufsatzfigur) Halbfigur des heiligen Erzbischofs Antoninus von Florenz (Angehöriger des Dominikanerordens), mit einem Münzbeutel, vor ihm liegt auf einem Lesepult ein Buch. Die aufgeschlagenen Seiten zeigen den Erklärungstext: „Patribus haut priscis pietatis Anthoninus impar qui scripsit quinque libros supra sacra doctrina“ (Den alten Vätern nicht ungleich in Frömmigkeit ist Antoninus, welcher fünf Bücher über die heilige Schrift geschrieben hat). Spruchband: „Pater er...“. An der vorderen Schmalseite der Wange ist ein Wappen mit Kelch und schwebendem Buchstaben W darüber befestigt. Papst Benedikt XI. (Relief) Der unter einem Gewölbe sitzende Papst Benedikt XI., ein Dominikaner, liest in einem Buch. Die aufgeschlagenen Seiten zeigen den Erklärungstext: „Nicolaus de Triviso ... qui et Benedictus ... vir beatus“ (Nikolaus von Treviso ... der auch Benediktus ... seliggesprochen). |

| Rechte niedere Abschlusswange, rechts beschnitten. Albertus Magnus (Aufsatzfigur) Halbfigur des Albertus Magnus, Kirchenlehrer aus dem Dominikanerorden, der in einem Buch liest, das vor ihm auf einem Lesepult liegt. Papst Innozenz V. (Relief) Der unter einem Gewölbe sitzende Papst Innozenz V., ein Dominikaner, liest in einem Buch, das vor ihm auf einem Lesepult liegt. Die aufgeschlagenen Seiten zeigen den Erklärungstext: „Petrus de Tarentasia qui ... scripsit super sententias et epistolas“ (Petrus von Tarentaise, der die Sentenzen [von Petrus Lombardus] und die [Paulus]briefe kommentierte). |

| Rechte niedere Abschlusswange, rechts beschnitten. Christus als Weltrichter (Aufsatzfigur) Sitzender Christus in der Mandorla als Weltrichter mit dem Spruchband „Venit hora iudicii eius Apoc.“ (In einer Stunde ist ihr Gericht gekommen, Offenbarung [18, 10]). Relief: Fischblasenmaßwerk Rechteckiges Feld mit flächenfüllendem Maßwerk aus vier doppelten Fischblasen (Vierschneuß). |

| Linke niedere Abschlusswange, links beschnitten. Hieronymus (Aufsatzfigur) Büste des heiligen Hieronymus mit Kardinalshut, ihm zur Seite ein Löwe, sein treu ergebener Gefährte. Die Hand des Hieronymus liegt auf der Bibel. Seine Übersetzung der Bibel ins Lateinische, die Vulgata, war lange Zeit die maßgebliche Bibelübersetzung der katholischen Kirche. Ranken- und Knorpelwerk (Relief) Das Relief besteht aus Rankenwerk mit knorpelwerk-artigen Verdickungen. |

## Knäufe

### Übersicht
Als Knauffiguren werden die folgenden Motive verwendet:
- Tiere: Eule (A1), Hahn (B7), Katze mit Beutefisch (D3)
- Tiere in Halbfigur (Protomen): A14, E5
- Groteske Tierfiguren: betender Affe (D4), denkender Affe (E3)
- Mischwesen (Chimären): A11, B6 rechts
- Lindwürmer: z. B. B4
- Mönche: z. B. Mönch mit Weinbütte (A10), Leierspieler (D6)
- Fratzen: B1 links
- Gesichter: B6 links
- Ranken- und Knorpelwerk: z. B. C5, G2

### Beispiele

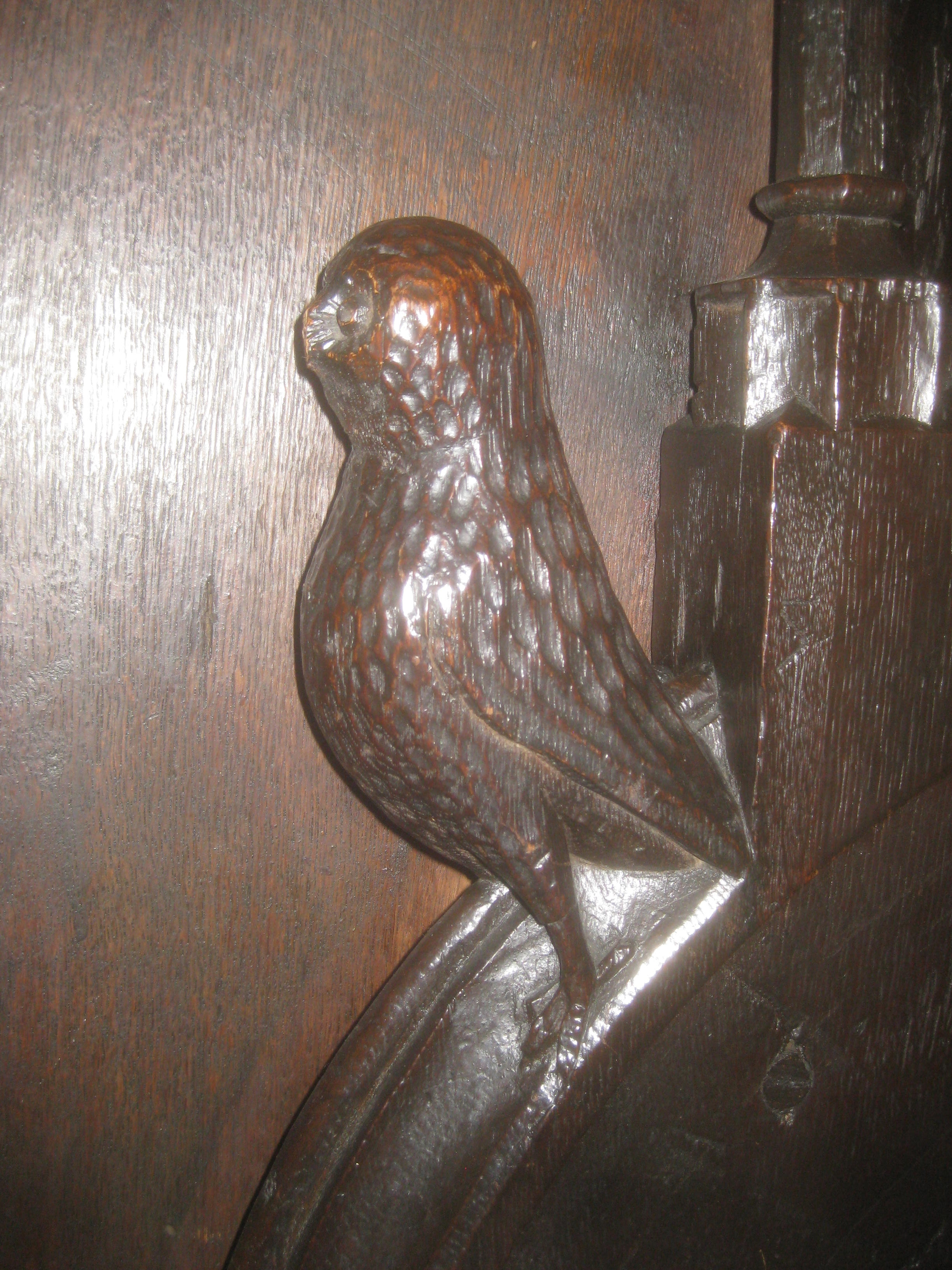
Eule (A1).
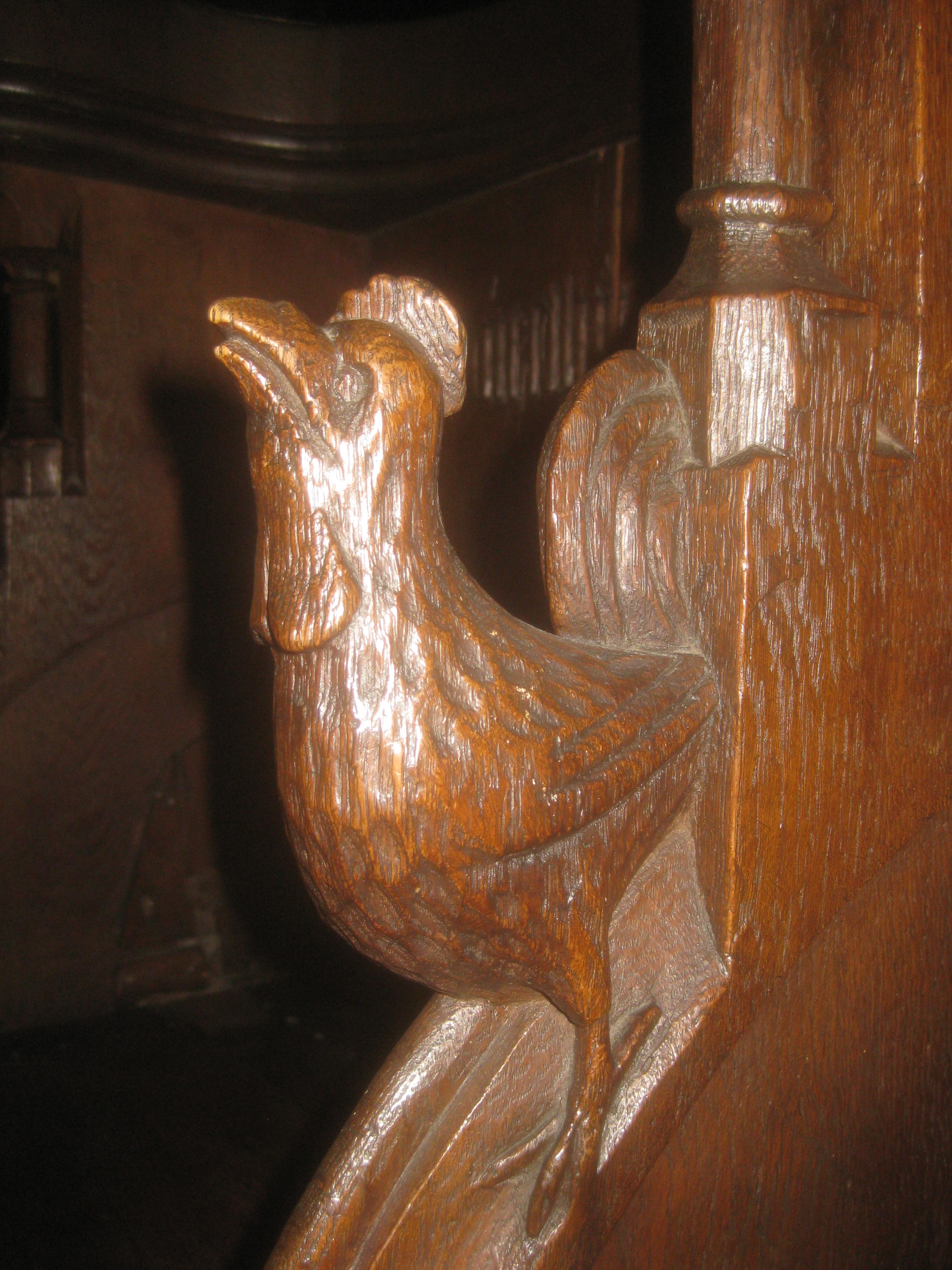
Hahn (B7).
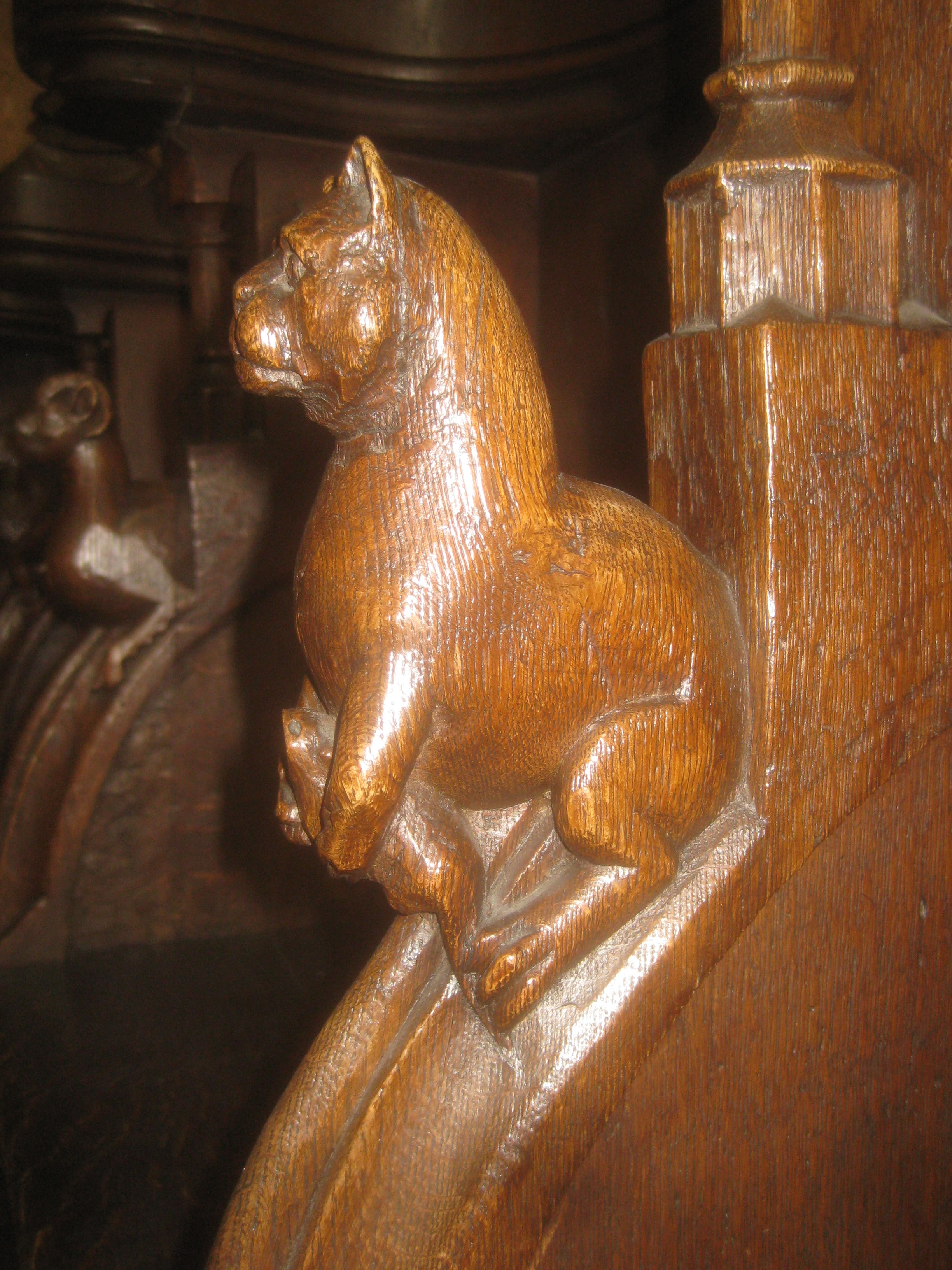
Katze mit Beutefisch (D3).
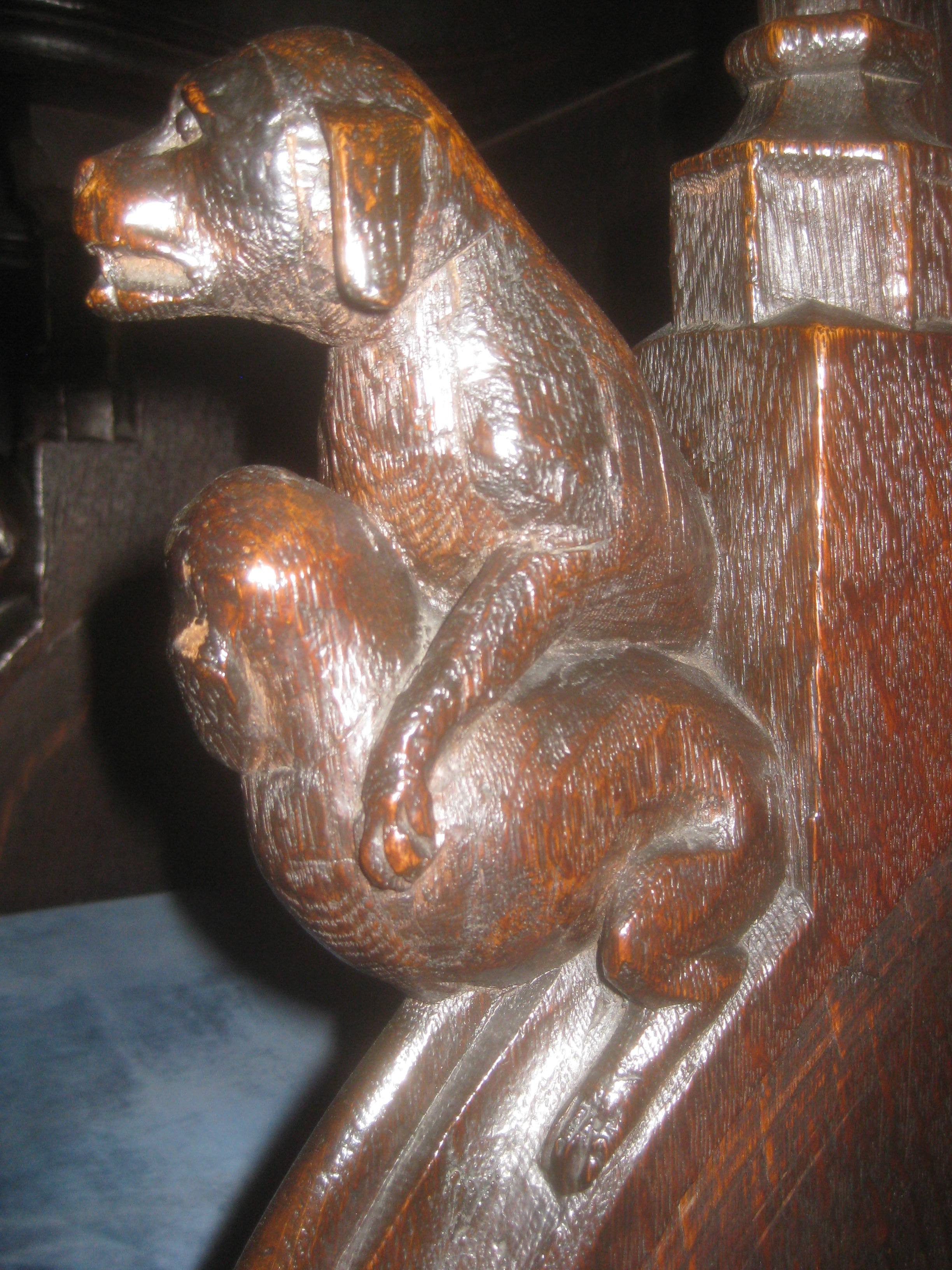
Wolf mit Beutetier (A14).
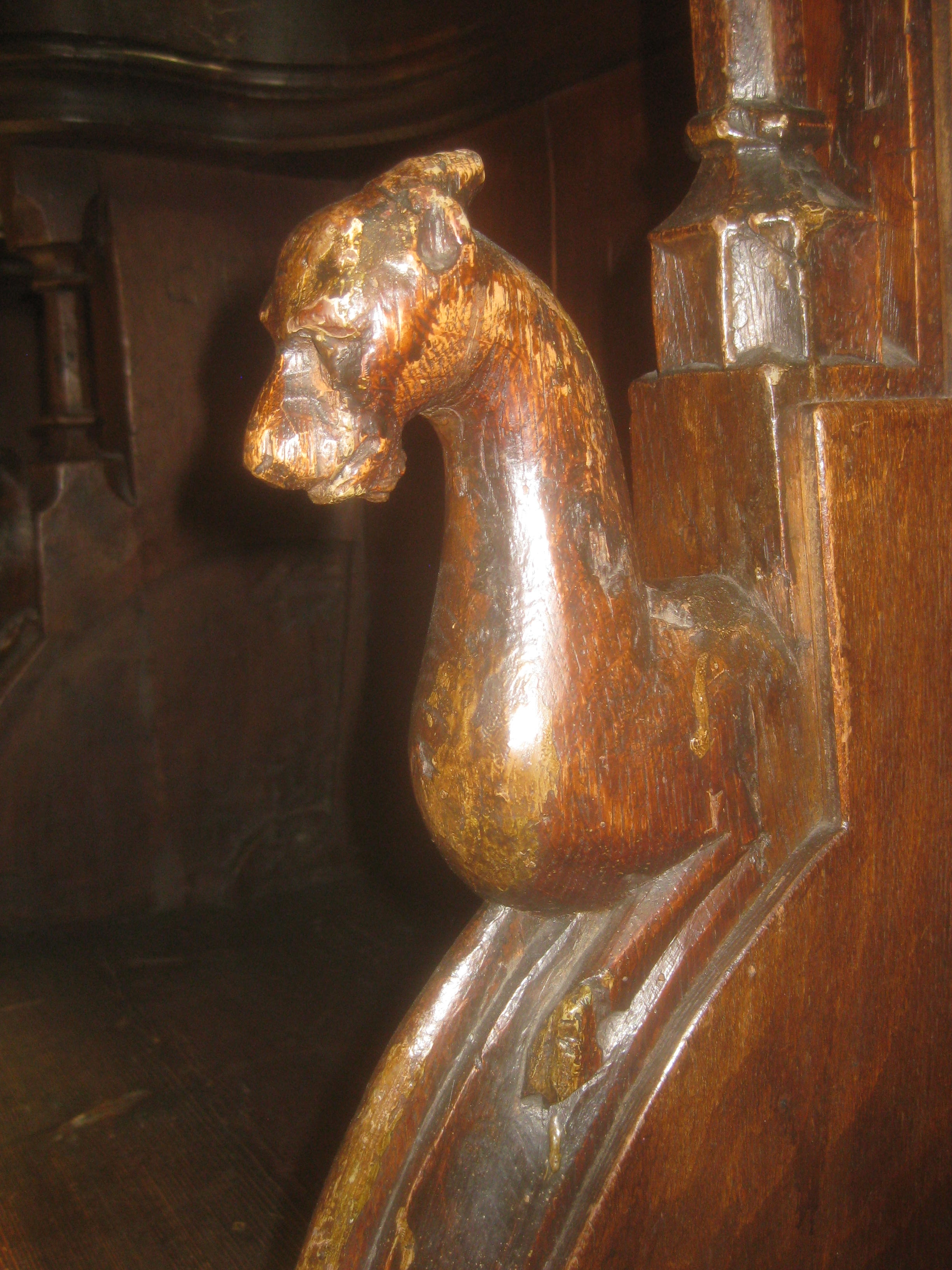
Tieroberkörper (E5).
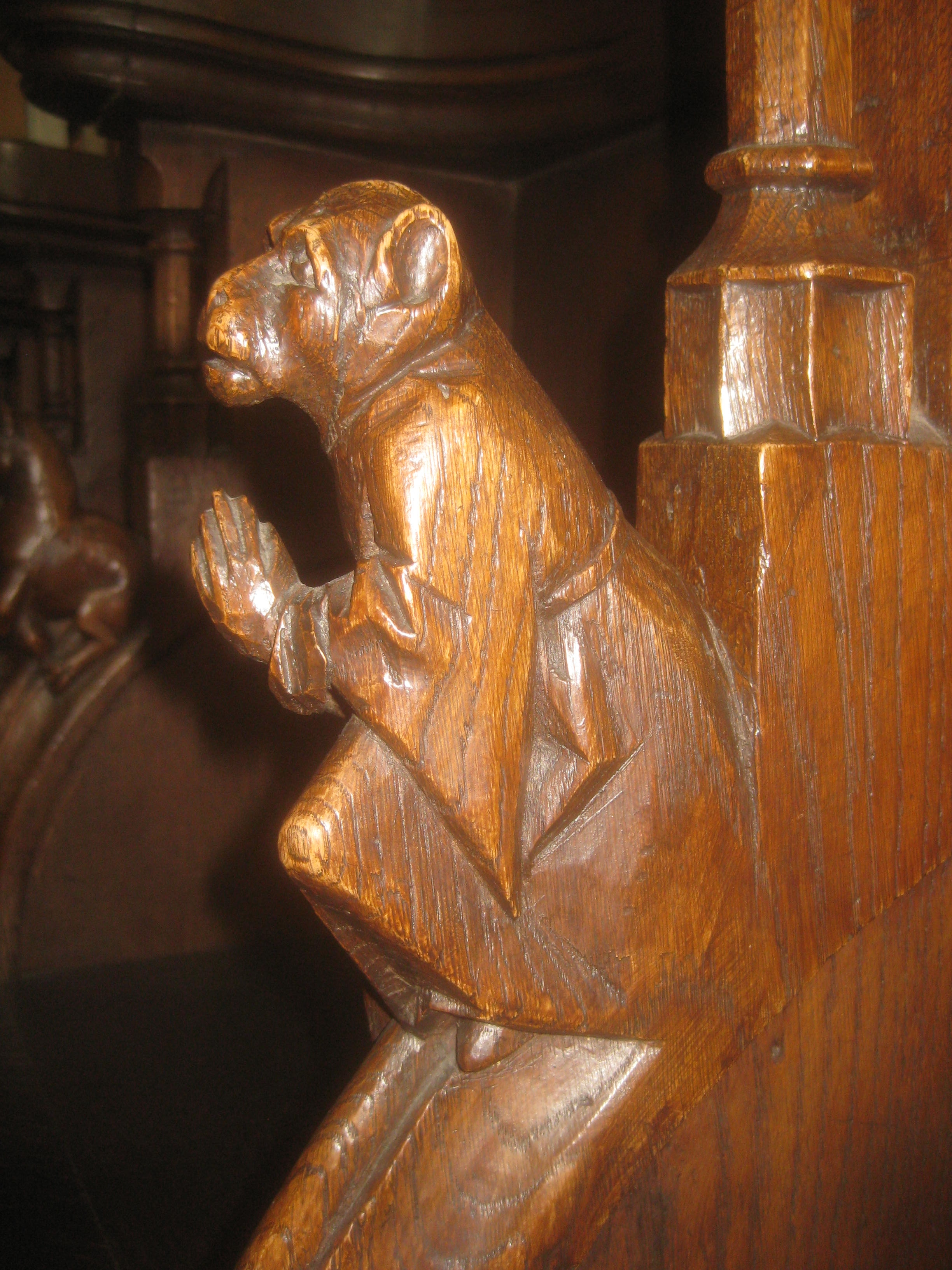
Betender Affe in Mönchskutte (D4).
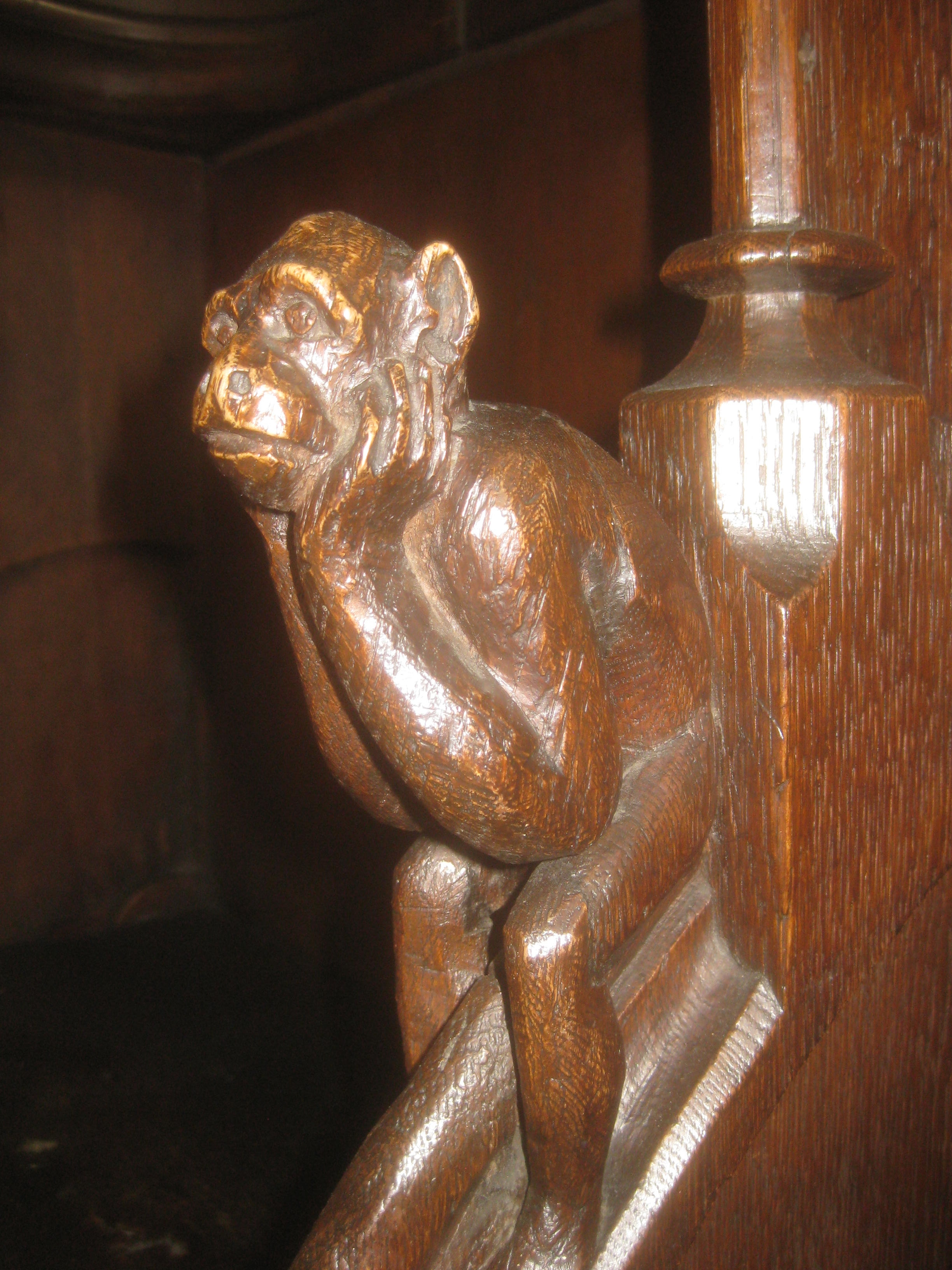
Denkender Affe (E3).
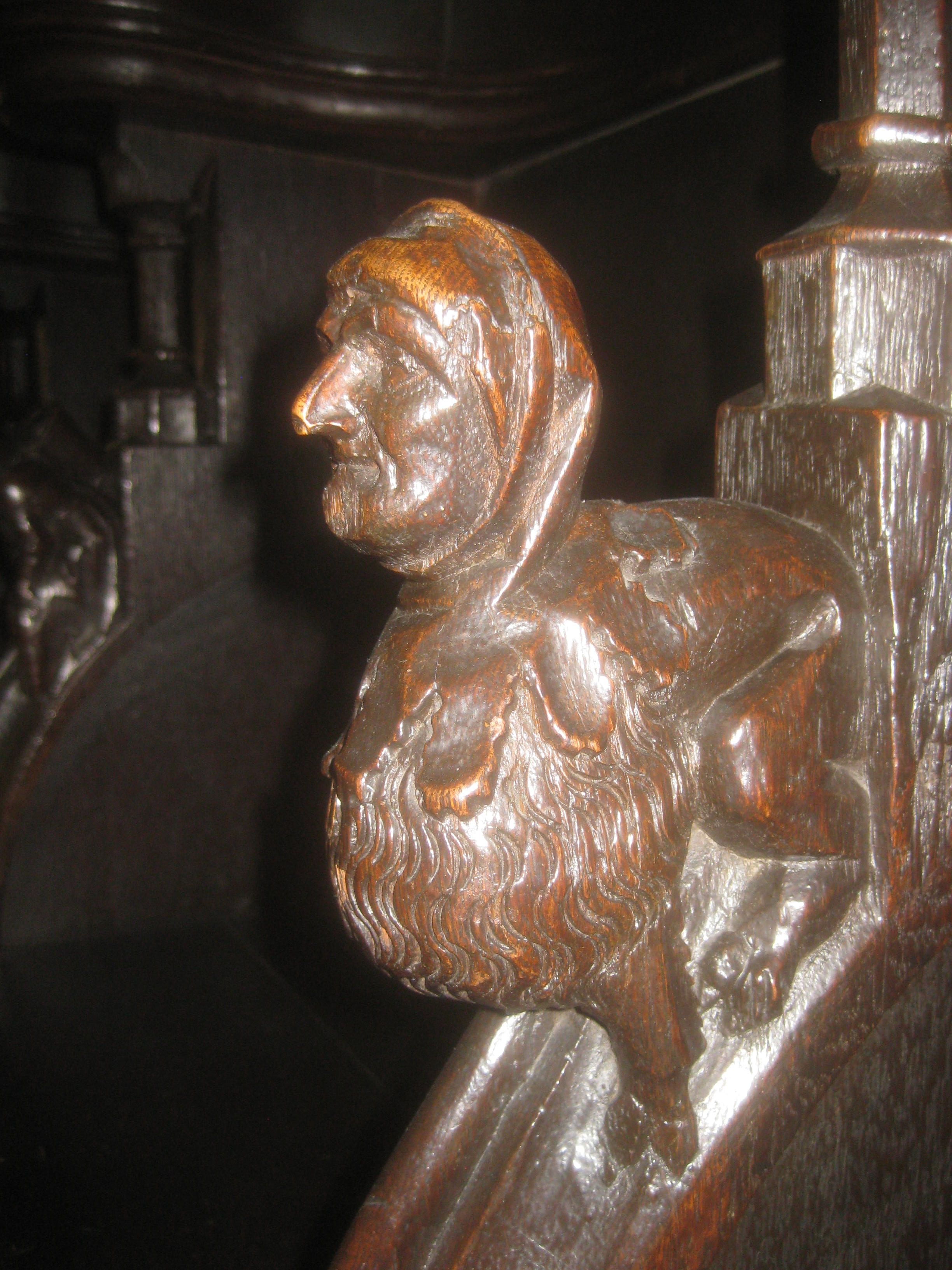
Mischwesen (A11).
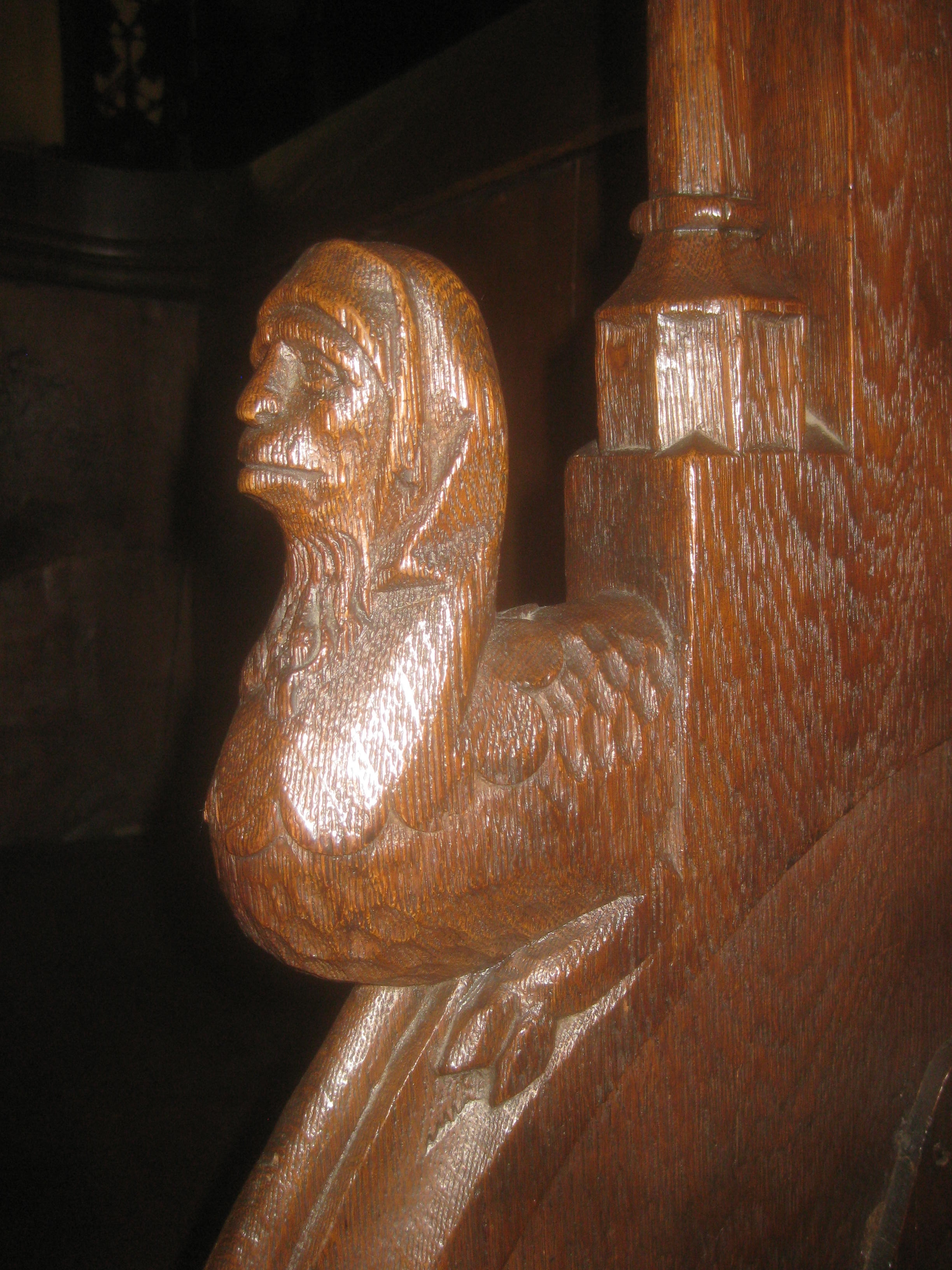
Mischwesen (B6 rechts).
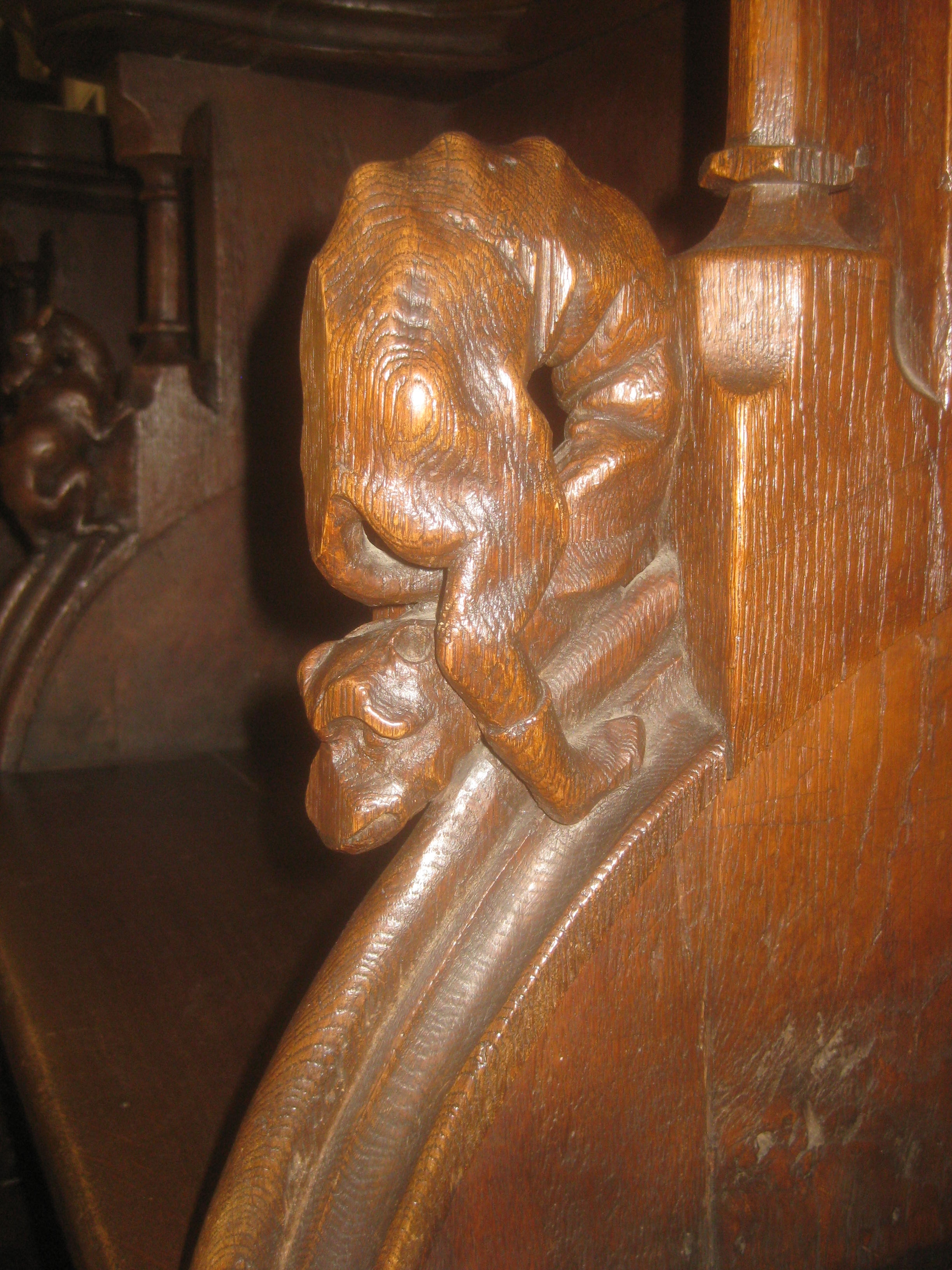
Lindwurm (B4).
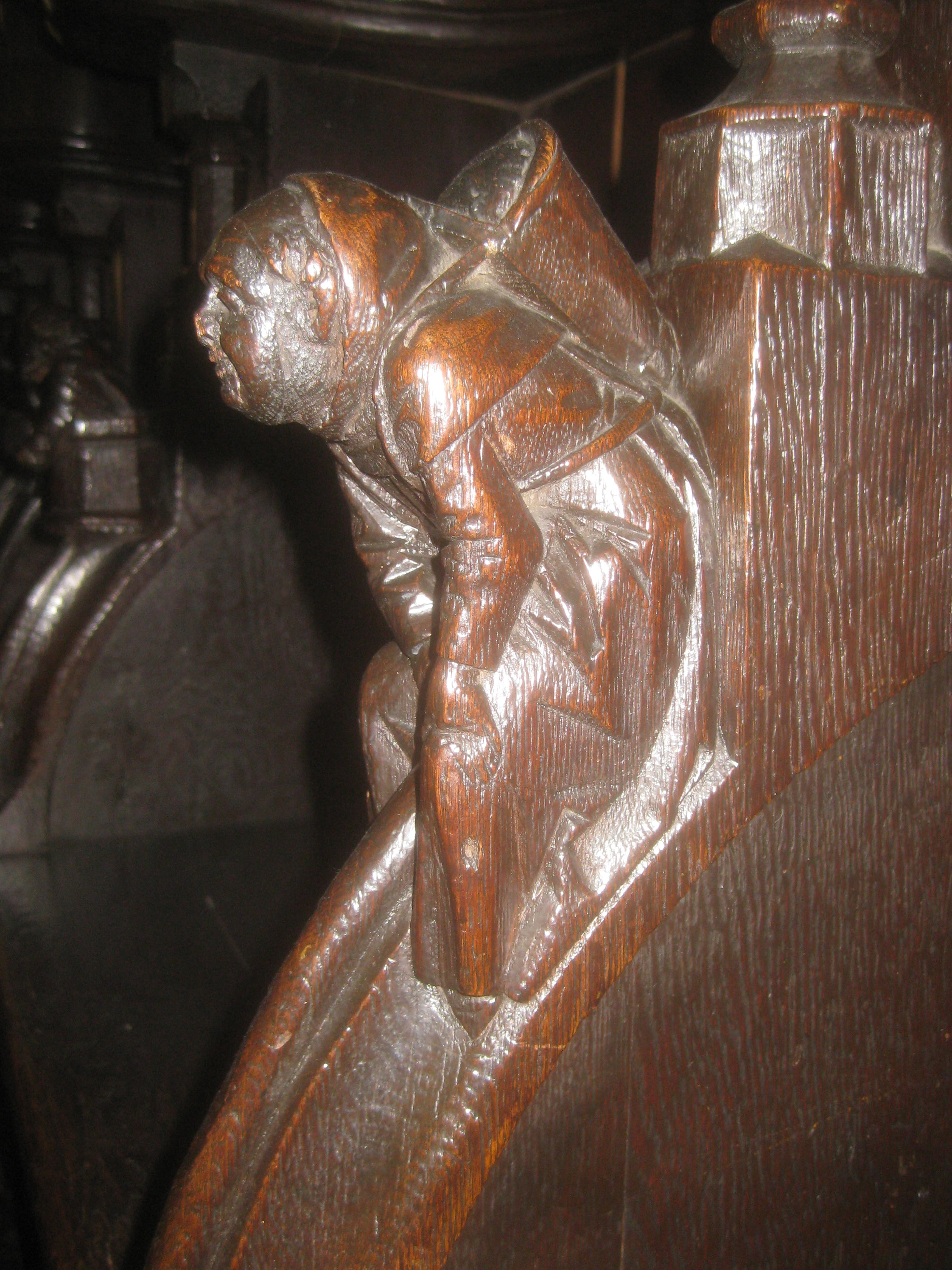
Mönch mit Weinbütte (A10).
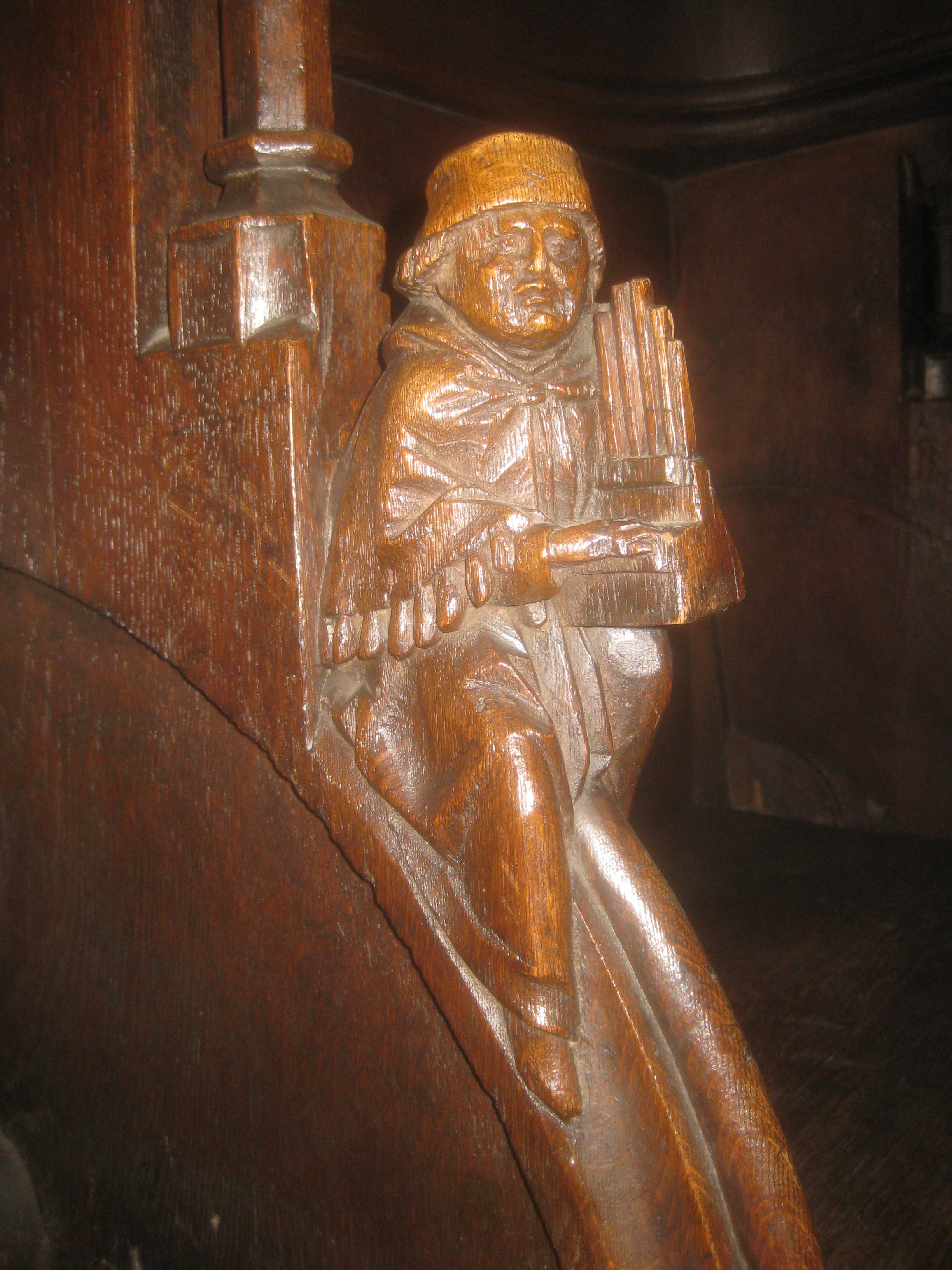
Leierspieler (D6).
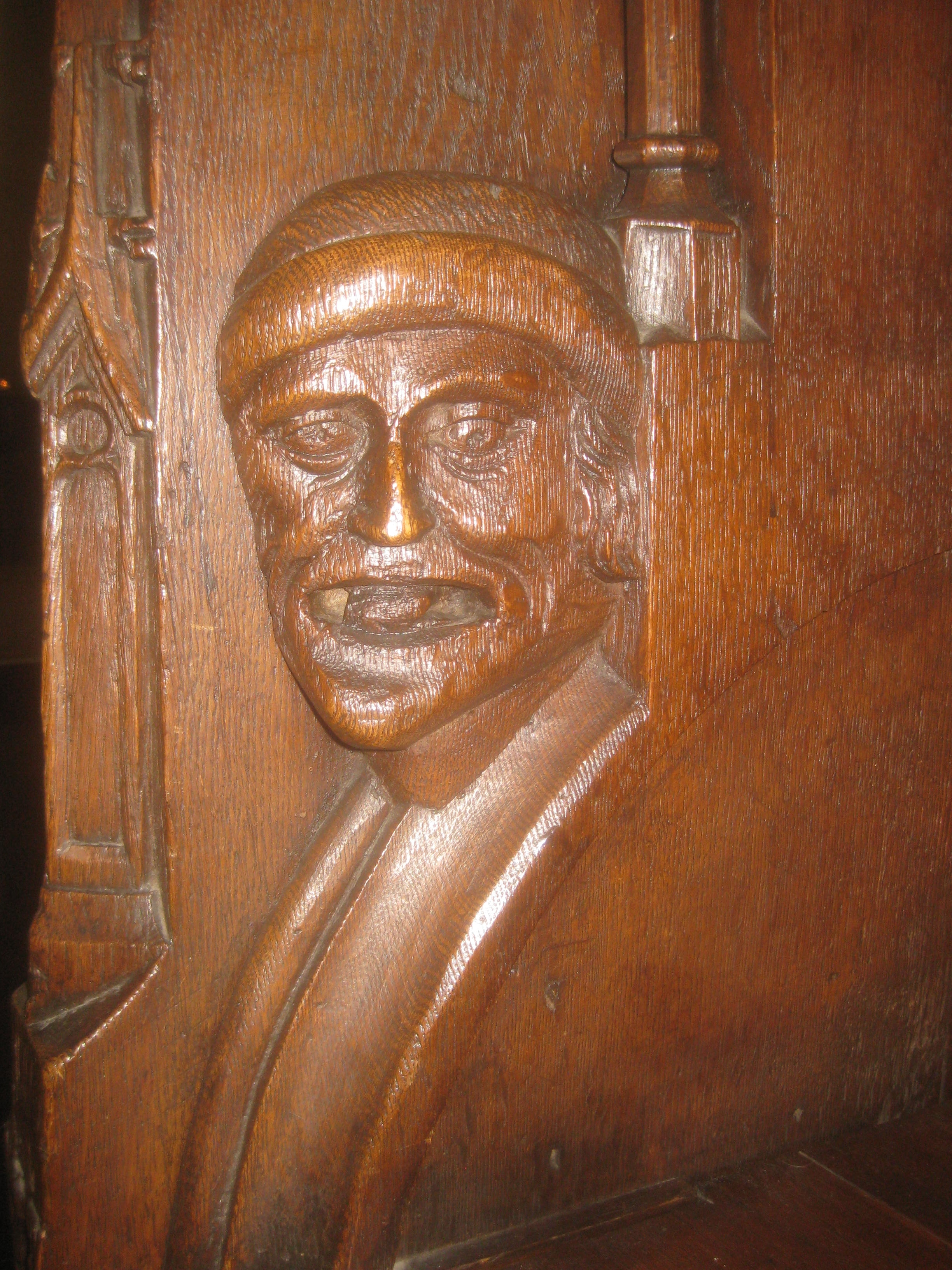
Fratze (B1 links).
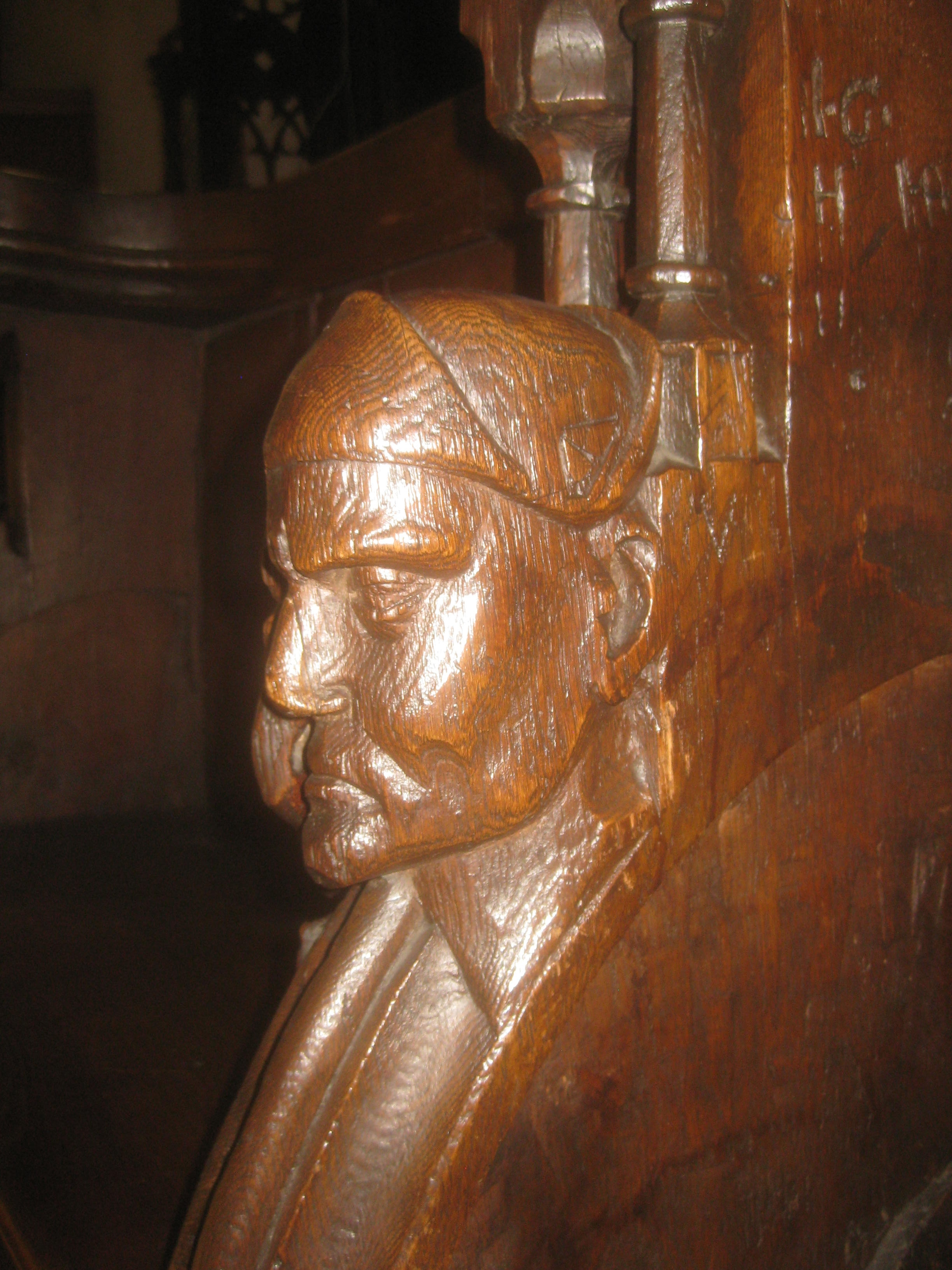
Gesicht (B6 links).
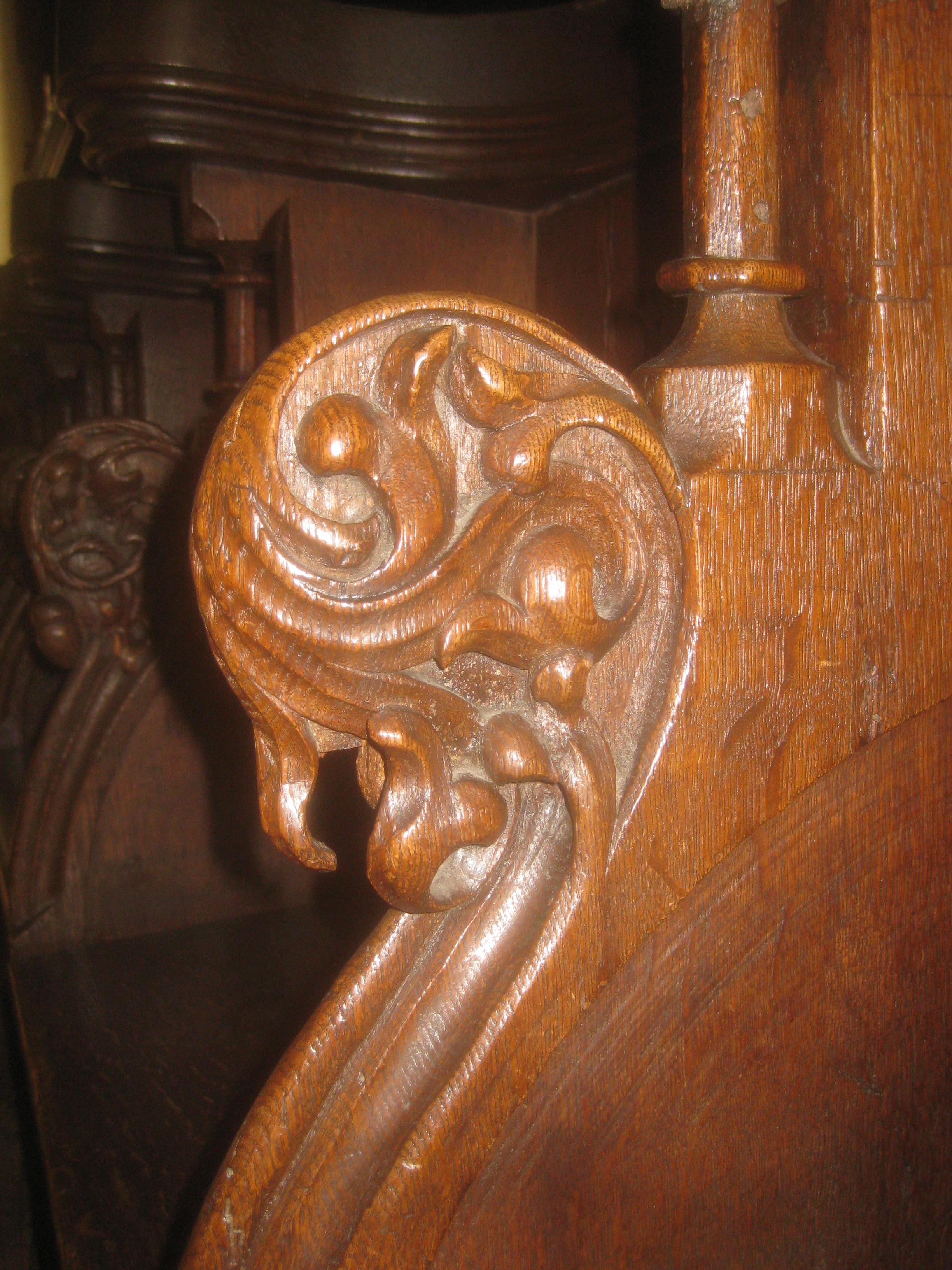
Ranken- und Knorpelwerk (C5).
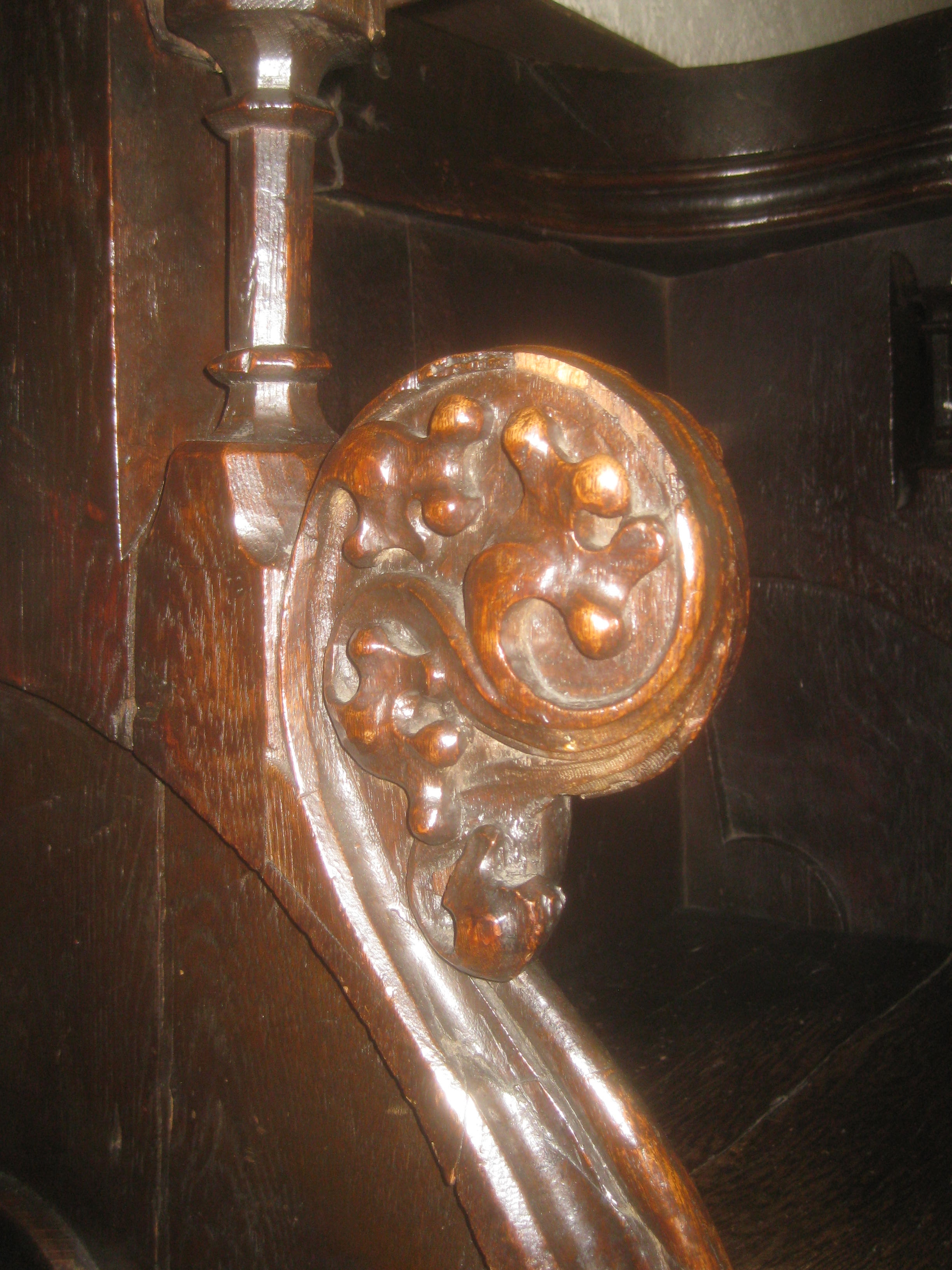
Ranken- und Knorpelwerk (G2).

## Inschriften

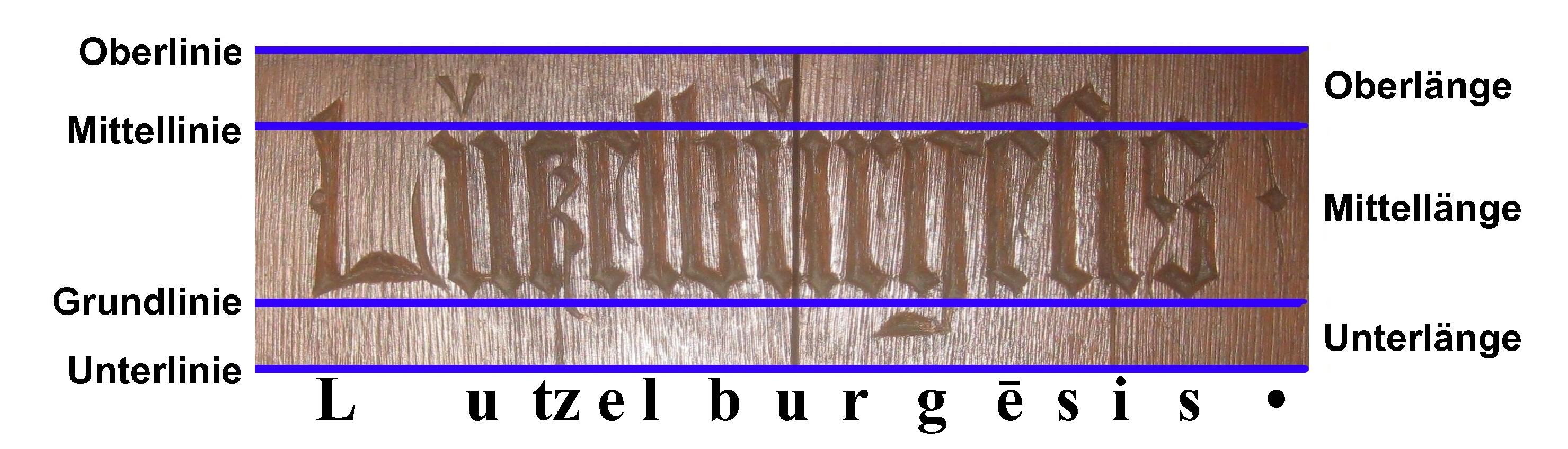
Lineatur mit gotischen Minuskeln.

### Gotische Minuskel
Die Inschriften des Chorgestühls sind in Gotischer Minuskel gehalten, einer mittelalterlichen gebrochenen Schriftart, bei der die Schäfte der Buchstaben an der Grundlinie und der Mittellinie gebrochen werden.
Die Schriftart besteht prinzipiell aus Kleinbuchstaben, die den Mittellängenbereich ausfüllen, Unter- und Oberlängen haben die halbe Höhe der Mittellänge (siehe auch Liniensystem (Typografie)).

### Inschriftenarten
Auf dem Chorgestühl finden sich drei Arten von Inschriften: Signaturen, Erklärungstexte und Sprüche sowie Ortsnamen verbrüderter Klöster:
- Signatur oberhalb von Sitz G7-G8:

„1490 hat hanß ernst von beblingen diß werck gmacht“
(1490 hat Hans Ernst von Böblingen dies Werk gemacht).
- Signatur oberhalb der Dorsale von Sitz A12-A14. Sie besteht in einem Spruchband, das die Dominikanerbrüder Conrad Zolner und Hans Haß als Urheber ausweist:

„1493 habend dieß werck gmacht bruder Conrad Zolner vnd Hanß Haß“
(1493 habend dies Werk gemacht Bruder Conrad Zolner und Hans Haß).
- Auf den Reliefs der Abschlusswangen finden sich Erklärungstexte und fromme Sprüche, siehe Wangen.

- Die lateinischen Ortsnamen an den Dorsalen und Rücklehnen der Sitze bezeichnen Dominikanerklöster, die mit den Dominikanern der Hospitalkirche in Gebetsverbrüderung standen, siehe untenstehende Liste.

### Ortsnameninschriften
Hinweise

- Spalte R leer: Inschrift auf dem Dorsale.
- Spalte R = „R“: Inschrift auf der Rücklehne.
- Die Abkürzung „ē“ wird als „en“ ausgeschrieben.

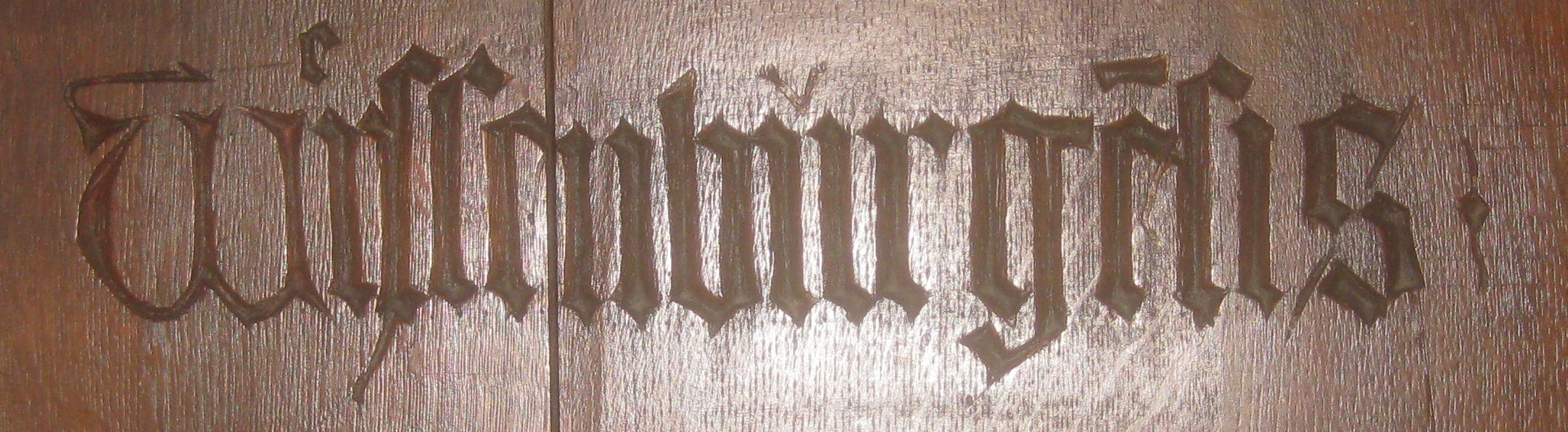
Inschrift „Wissemburgēsis“ (ē = en) an der Rücklehne von Sitz B6.

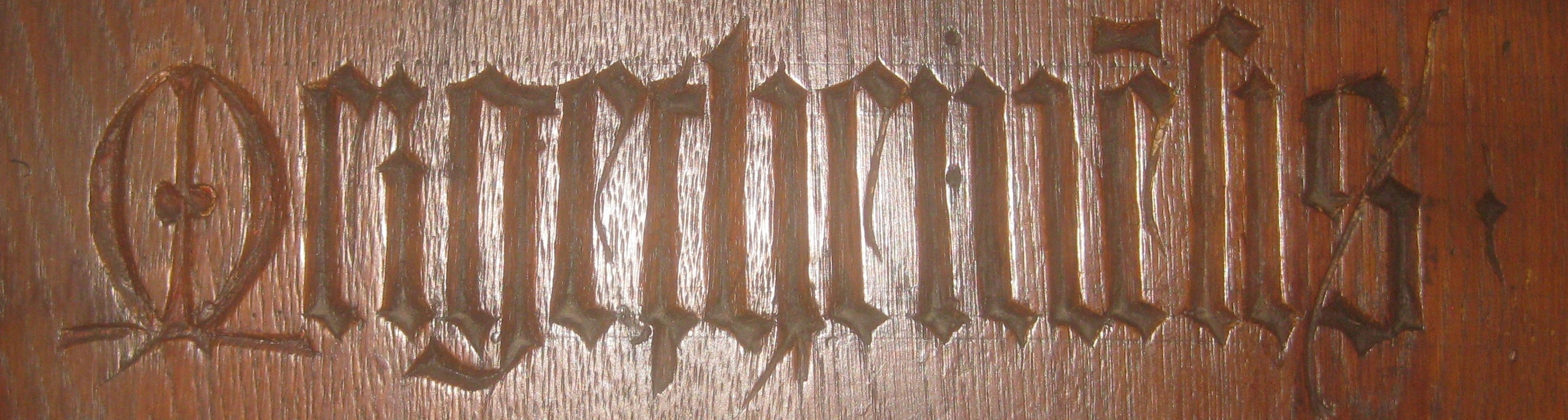
Inschrift „Mergethemēsis“ (ē = en) an der Rücklehne von Sitz C6.

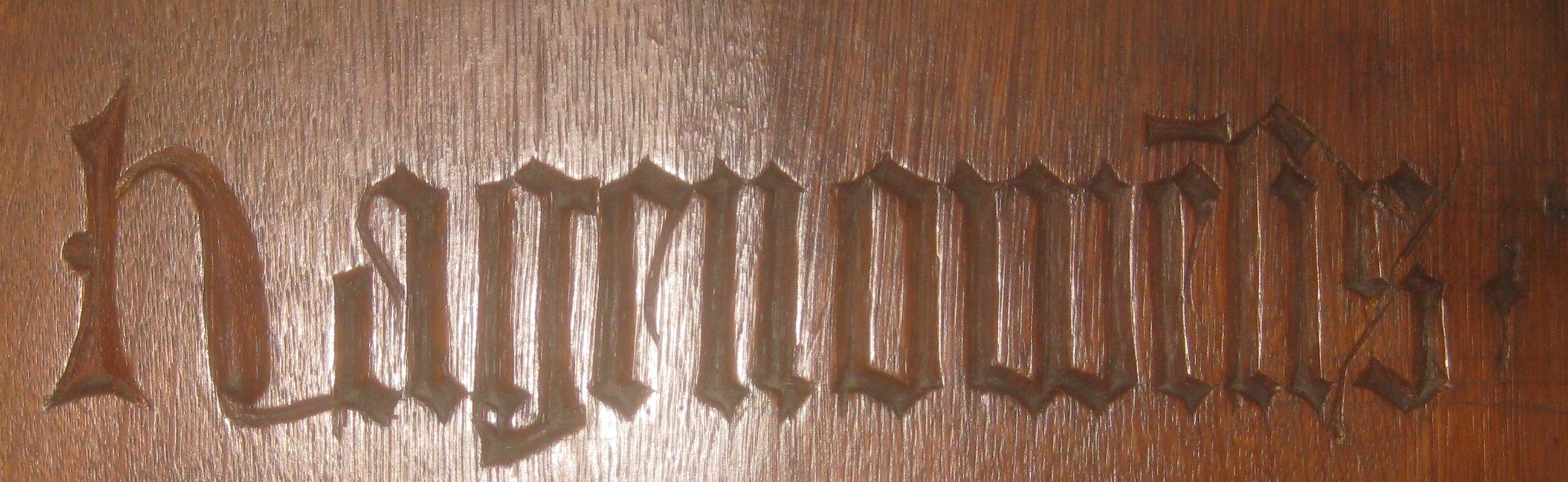
Inschrift „Hagenowēsis“ (ē = en) an der Rücklehne von Sitz C7.

| Sitz | R | Lateinisch       | Deutsch                   |
| ---- | - | ---------------- | ------------------------- |
| A1   |   | Confluentinus    | Koblenz                   |
| A2   |   | Constanciensis   | Konstanz                  |
| A3   |   | Spirensis        | Speyer                    |
| A4   |   | Louaniensis      | Löwen                     |
| A5   |   | Rotwilensis      | Rottweil am Neckar        |
| A6   |   | Antwerpiensis    | Antwerpen                 |
| A7   |   | Franckfordiensis | Frankfurt am Main         |
| A8   |   | Cremensis        | Krems an der Donau        |
| A9   |   | Wympinensis      | Bad Wimpfen               |
| A10  |   | Noueciuitatis    | Wiener Neustadt           |
| A11  |   | Columbariensis   | Colmar                    |
| A12  |   | Curiensis        | Chur                      |
| A13  |   | Eychstetensis    | Eichstätt                 |
| A14  |   | Ulmensis         | Ulm                       |
| B6   |   | Wissenburgensis  | Weißenburg                |
| B7   |   | Lutzelburgensis  | Lützelburg oder Luxemburg |
| B8   |   | Sletzstatensis   | Schlettstadt              |
| B9   |   | Retzensis        | Retz                      |
| C3   |   | Babenbergensis   | Bamberg                   |
| C4   |   | Aquensis         | Aachen                    |
| C5   |   | Gamundiensis     | Schwäbisch Gmünd          |
| C6   |   | Mergethemensis   | Mergentheim               |
| C7   |   | Hagenowensis     | Hagenau                   |
| D1   |   | Wormaciensis     | Worms                     |
| D2   |   | Thuricensis      | Zürich                    |
| D3   |   | Bethouiensis     | Pettau                    |
| D4   |   | Eszclingensis    | Esslingen am Neckar       |
| D5   |   | Basiliensis      | Basel                     |
| D6   |   | Friburgensis     | Freiburg im Breisgau      |
| D7   |   | Phortzhemensis   | Pforzheim                 |
| D8   |   | Tulnensis        | Tulln an der Donau        |
| D1   | R | Vallissenarum    | Stift Neukloster          |
| D2   | R | Gretzensis       | Graz                      |
| D3   | R | Stutgardiensis   | Stuttgart                 |

## Geschichte

### Bis zum Zweiten Weltkrieg
Das Chorgestühl wurde von drei Schnitzern hergestellt und im Chor der Hospitalkirche aufgestellt:
- Hans Ernst von Böblingen schuf 1490 die ursprünglich im nördlichen Chor angeordneten Sitzreihen. Das Segment G trägt die Inschrift mit der Signatur des Schnitzers, der außerdem als Baumeister in Stuttgart wirkte und um 1531/1532 starb.[17]

- Die beiden Dominikanerbrüder Conrad Zolner und Hans Haß schufen 1493 die ursprünglich im südlichen Chor aufgestellten Sitzreihen. Das Segment A trägt die Inschrift mit der Signatur der beiden Schnitzer, von deren Leben und Wirken sonst nichts bekannt ist.

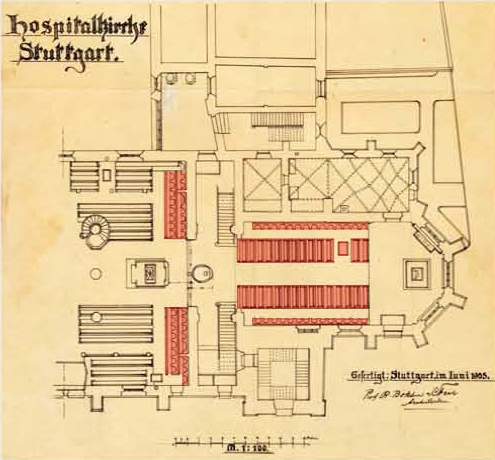
Grundriss der Hospitalkirche (rechts = Osten), 1905. – Rote Markierung: Position des Chorgestühls. An der Nord- und Südwand des Chors standen je zwei Sitzreihen, die beiden anderen Reihen waren quer im Langhaus aufgestellt.

Ursprünglich waren je zwei Sitzreihen an der nördlichen bzw. südlichen Chorwand angeordnet. Zwei weitere Sitzreihen waren übereck mit diesen verbunden, so dass sich eine U-Form ergab, die sich nach Osten zum Altar hin öffnete.
Im Lauf der Jahrhunderte wurde die Anordnung der Sitzreihen geändert. Carl Alexander Heideloff schrieb 1855: „Eine Zierde der Kirche können ferner die geschnitzten Kirchenstühle genannt werden ... Es stehen jedoch nur noch ihre hintersten Theile an ihrer ehemaligen Stelle, die übrigen ..., so viel ihrer noch vorhanden, zu besonderen Stühlen verwendet, im Langhaus der Kirche.“ Diese Anordnung scheint sich nach dem Grundriss der Hospitalkirche von 1905 mindestens bis dahin erhalten zu haben.

### Ab dem Zweiten Weltkrieg
Während des Zweiten Weltkriegs wurde das Chorgestühl, das 1943 noch 63 Sitze umfasste, in der Thomaskirche in Stuttgart-Kaltental geborgen. Nach dem Zweiten Weltkrieg wurde die weitgehend zerstörte Leonhardskirche bis 1950 wieder aufgebaut, während das Schicksal der bis auf Turm, Chor und Südfassade zerstörten Hospitalkirche ungewiss blieb. Die erhalten gebliebenen Segmente des Chorgestühls mit 57 von ursprünglich 87 Sitzen wurden daher in der Leonhardskirche aufgestellt, wo sie auch nach dem Teilwiederaufbau der Hospitalkirche im Jahr 1960 weiterhin verblieben.

## Rezeption
In der kunstgeschichtlichen Literatur fand das Chorgestühl keine oder wenig Beachtung. Die einzige ausführlichere Beurteilung lieferte 1855 der Kunsthistoriker Carl Alexander Heideloff:
„Eine Zierde der Kirche ... Conrad Zolner und Hans Haß waren also die Verfertiger dieser Stühle, deren figürliche Darstellungen von handwerklich tüchtiger Arbeit, mit etwaiger Ausnahme des heil. Ulrich, einer edlen, hübsch drappirten Gestalt, keine grosse künstlerische Bedeutung haben, die dagegen in den Verzierungen einen gewissen Geschmak für derartige Gegenstände verrathen und eine kräftige Behandlung zeigen. – Das Gestühlwerk der rechten Seite des Chors entbehrt des figürlichen Schmucks, ist aber in den decorativen Theilen um so trefflicher gearbeitet.“
Rudolf Busch widmete in seiner 1928 erschienenen Monographie Deutsches Chorgestühl in sechs Jahrhunderten dem Stuttgarter Chorgestühl nur eine aus wenigen Zeilen bestehende Kurzbeschreibung. Walter Loose gab in seiner 1931 erschienenen Monographie Die Chorgestühle des Mittelalters eine ausführlichere Beschreibung des Gestühls und urteilte:
„Schnitzerei der niederen Wangen vorzüglich, Relief der hohen Wangen derb handwerklich.“
In Martin Urbans monographischem Artikel Chorgestühl von 1953 im Reallexikon zur Deutschen Kunstgeschichte wird das Chorgestühl der Leonhardskirche nicht erwähnt. Das Gleiche gilt für die Dissertation Die Süddeutschen Chorgestühle von der Renaissance bis zum Klassizismus von Sybe Wartena.